# فورد موديل تي
نموذج تي فورد (والمعروفة بالإنجليزية العامية: "tin Lizzie," "leaping Lena," "jitney" or "flivver") هي السيارات التي تنتجها شركة فورد للسيارات من 1 أكتوبر 1908 م، إلى 26 مايو، 1927. يُنظر إليها عمومًا على أنها أول سيارة ميسورة التكلفة، مما جعل السفر بالسيارة متاحًا للأمريكيين من الطبقة المتوسطة. كان السعر المنخفض نسبيًا جزئيًا نتيجة تصنيع فورد الفعال، بما في ذلك إنتاج خط التجميع بدلاً من الصناعة اليدوية الفردية.
حازت فورد موديل تي على لقب السيارة الأكثر نفوذاً في القرن العشرين في مسابقة سيارة القرن لعام 1999، متقدمة على بي إم سي ميني وستروين دي إس وفولكس فاجن بيتل. موديل فورد كان تي ناجحًا ليس فقط لأنه قدم وسائل نقل رخيصة على نطاق واسع، ولكن أيضًا لأن السيارة كانت تدل على ابتكار الطبقة الوسطى الصاعدة وأصبحت رمزًا قويًا لعصر التحديث في الولايات المتحدة. مع 15 بيعت مليون سيارة، كانت السيارة الأكثر مبيعًا في التاريخ قبل أن تتجاوزها فولكس فاجن بيتل في عام 1972،  ولا تزال تحتل المرتبة الثامنة في قائمة العشرة الأوائل، اعتبارًا من 2012 . وفي استطلاع دولي أطلق على فورد موديل تي، اعتبرها السيارة الأكثر تأثيرا في العالم خلال القرن العشرين.

## مقدمة
على الرغم من أن السيارات قد تم إنتاجها من ثمانينيات القرن التاسع عشر، حتى الطراز تم تقديم تي في عام 1908، وكانت في الغالب نادرة ومكلفة وغير موثوقة في كثير من الأحيان. تم وضعه على أنه وسيلة نقل موثوقة وسهلة الصيانة ومتاحة في السوق الشامل، النموذج كان تي نجاحا كبيرا. في غضون أيام بعد الإفراج، تم تقديم 15000 أمر. نموذج الإنتاج الأول تم بناء تي في 12 أغسطس 1908  وغادر المصنع في 27 سبتمبر 1908 في مصنع فورد بيكيت أفينيو في ديترويت بولاية ميشيغان. في 26 مايو 1927، شاهد هنري فورد الـ15 نموذج المليون تي فورد ينطلق من خط التجميع في مصنعه في هايلاند بارك، ميشيغان.
ابتكر هنري فورد سلسلة من السيارات بين تأسيس الشركة عام 1903 وإدخال الطراز أطلق تي. فورد اسم سيارته الأولى على الطراز إيه وتابع من خلال الأبجدية عبر النموذج تي، عشرون نموذجًا في الكل. لم تدخل جميع النماذج في الإنتاج. نموذج الإنتاج مباشرة قبل النموذج كان تي هو الطراز S،  نسخة مطورة من أكبر نجاح للشركة حتى تلك النقطة، النموذج إن. متابعة النموذج كان تي هو نموذج فورد أ، بدلاً من «النموذج يو.» قالت دعاية الشركة إن هذا يرجع إلى أن السيارة الجديدة كانت خروجًا عن الطراز القديم لدرجة أن شركة فورد أرادت البدء من جديد بالحرف إيه.

كان الطراز تي هو أول سيارة تنتجها فورد بكميات كبيرة على خطوط تجميع متحركة بأجزاء قابلة للتبديل تمامًا، وتم تسويقها للطبقة المتوسطة. قال هنري فورد عن السيارة:
سأبني سيارة لأعداد كبيرة. ستكون كبيرة بما يكفي للعائلة، ولكنها صغيرة بما يكفي ليديرها الفرد ويعتني بها. سيتم بناؤه من أفضل المواد، على يد أفضل الرجال ليتم توظيفهم، بعد أبسط التصاميم التي يمكن للهندسة الحديثة ابتكارها. لكنها ستكون منخفضة للغاية في السعر بحيث لا يستطيع أي رجل يتقاضى راتباً جيداً أن يمتلك راتباً جيداً - ويتمتع مع أهله ببركة ساعات اللذة في ساحات الله العظيمة المفتوحة.
على الرغم من أن الفضل في تطوير خط التجميع ينتمي إلى رانسوم أولدز E.، مع أول سيارة ذات الإنتاج الضخم، وداش أولدزموبيل منحني، بعد أن بدأت في عام 1901، والتقدم الهائل في كفاءة النظام على مدى الحياة من نموذج يمكن أن يُنسب الفضل في تي بالكامل تقريبًا إلى فورد ومهندسيه.

## مميزات

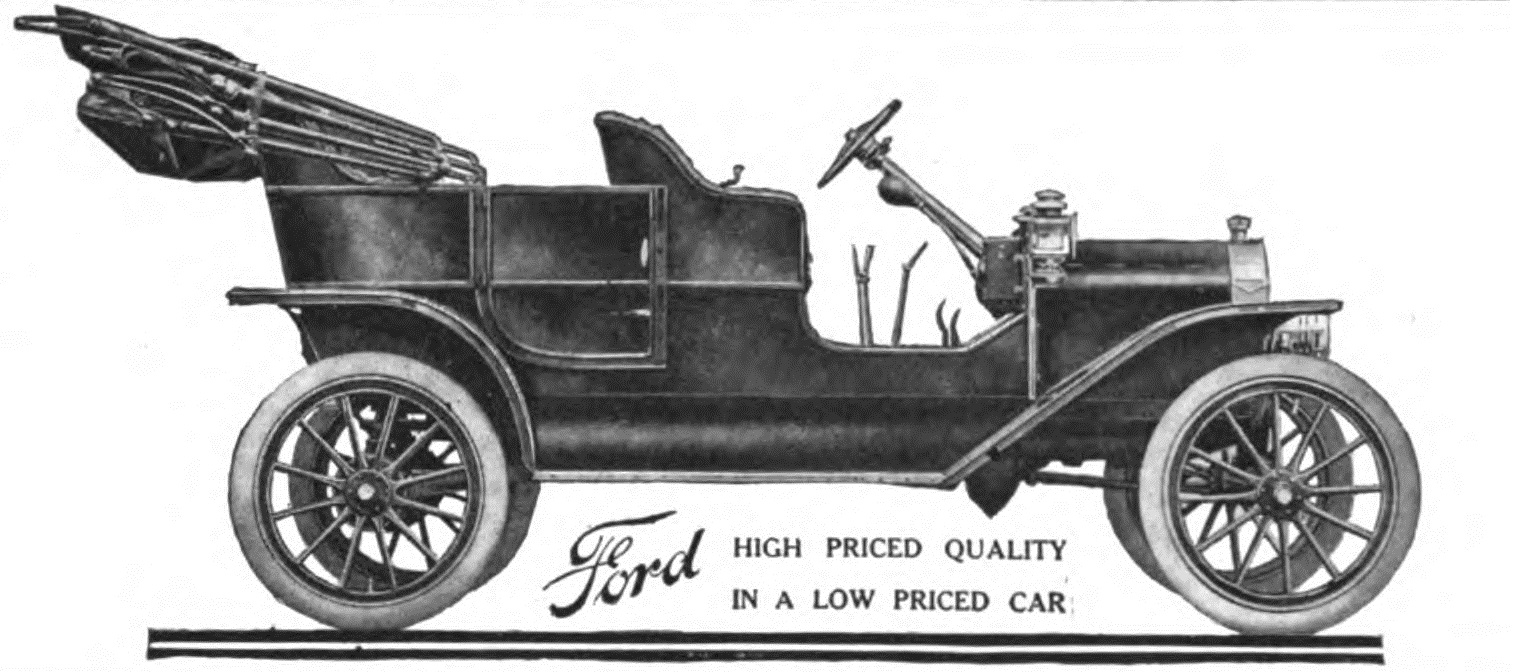
1908 إعلان فورد موديل تي

تم تصميم النموذج تي بواسطة تشايلد هارولد ويلز والمهاجرين المجريين جوزيف أ.غالامب  ويوجين فاركاس. كان هنري لوف وسي جيه سميث وجوس ديجنر وبيتر إي مارتن جزءًا من الفريق. إنتاج النموذج بدأ تي في الربع الثالث من عام 1908. جامعي اليوم يصنفون النموذج في بعض الأحيان تي إس من خلال سنوات البناء والإشارة إلى هذه السنوات على أنها «سنوات النموذج»، وبالتالي تسمية النموذج الأول تي إس كـ 1909 نماذج. هذا مخطط تصنيف بأثر رجعي؛ لم يكن مفهوم سنوات النموذج كما هو مفهوم اليوم موجودًا في ذلك الوقت. كان تعيين النموذج الاسمي «نموذج تي،» على الرغم من إجراء مراجعات التصميم خلال عقدين من إنتاج السيارة.

### محرك
يحتوي الطراز تي على 177 بوصة مكعبة (2.9 ل) محرك مضمن رباعي الأسطوانات، ينتج 20 حصان (15 كـو)، لسرعة قصوى تبلغ 42 ميل في الساعة (68 كم/س) . وفقًا لشركة فورد موتور، الطراز كان تي لديه الاقتصاد في استهلاك الوقود في

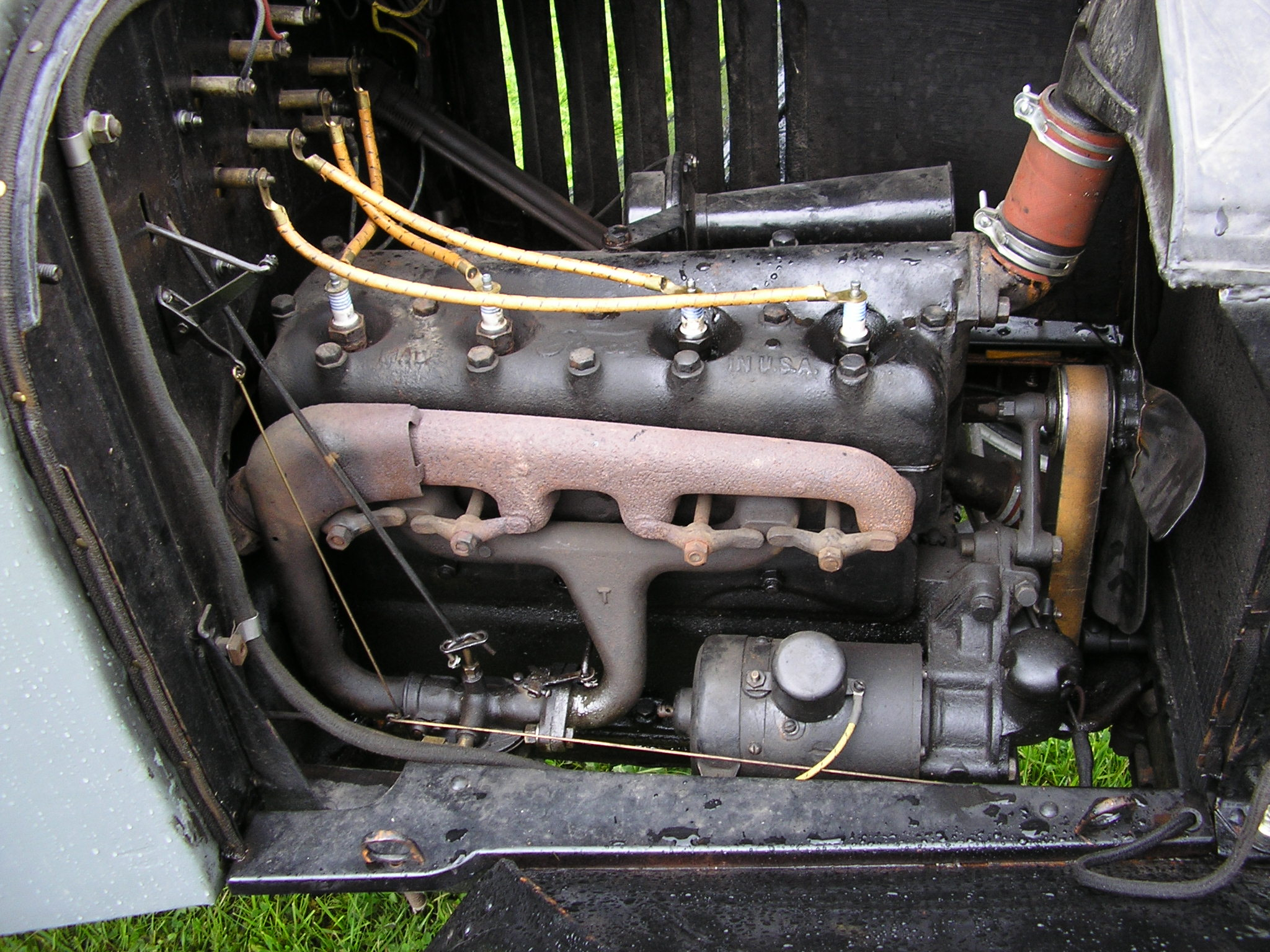
محرك موديل تي

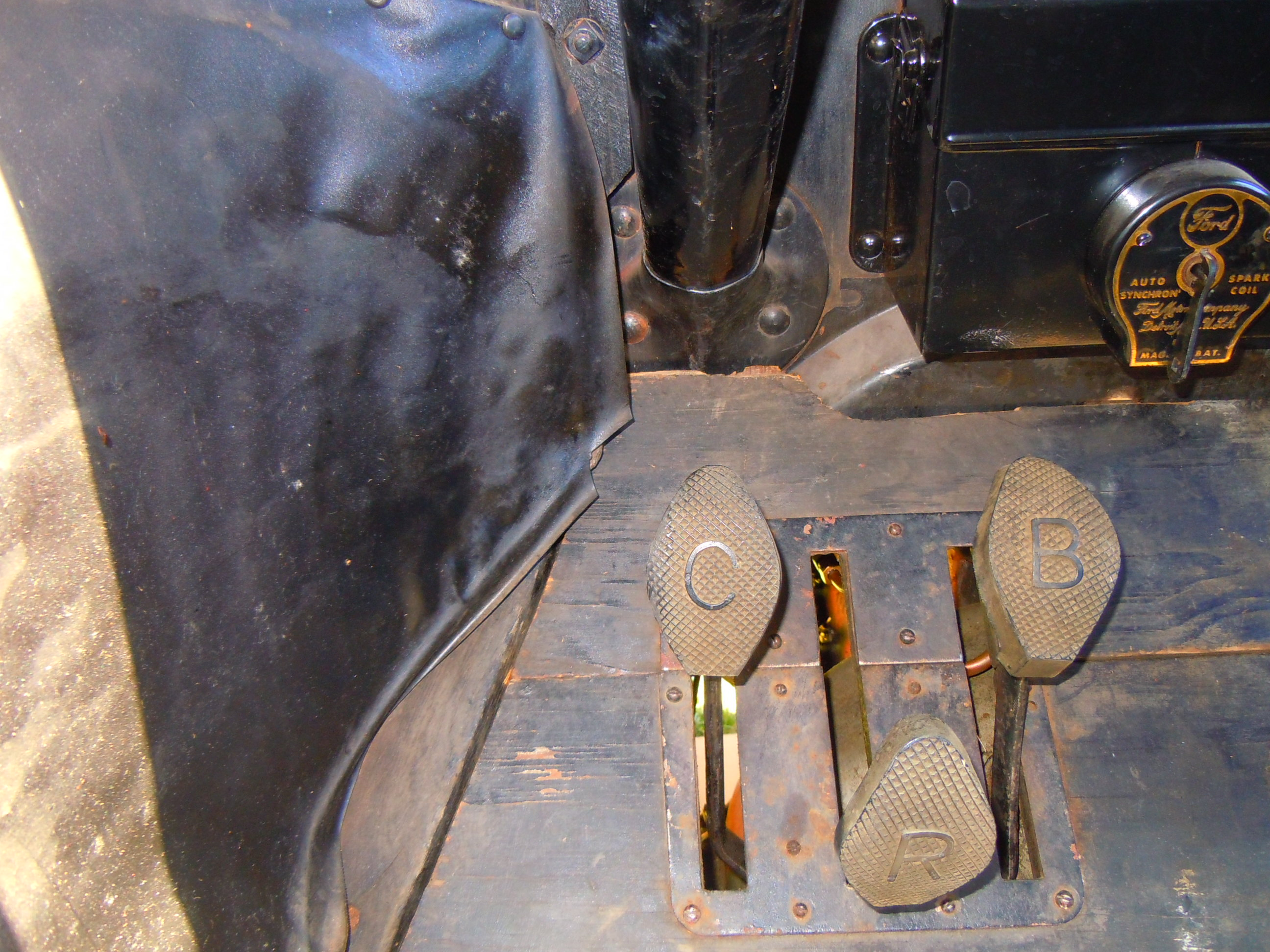
دواسة التحكم الثلاثة القابض، الفرامل، عكس النموذجتي

حدود 13–21 ميل لكل غالون أمريكي (16–25 mpg‑imp؛ 18–11 ل/100 كـم) . كان المحرك قادرًا على العمل بالبنزين أو الكيروسين أو الإيثانول،  على الرغم من أن انخفاض تكلفة البنزين وإدخال الحظر في وقت لاحق جعلا الإيثانول وقودًا غير عملي لمعظم المستخدمين. تم تبريد محركات أول 2447 وحدة بمضخات المياه؛ تم تبريد محركات الوحدة 2448 وما بعده، مع استثناءات قليلة قبل حوالي 2500 وحدة، عن طريق عمل حراري.
كان نظام الإشعال المستخدم في الطراز تي نظامًا غير عادي، حيث تم دمج مغناطيسي منخفض الجهد في دولاب الموازنة، مما يوفر تيارًا متناوبًا لملفات الاهتزاز لتشغيل شمعات الإشعال. كان هذا أقرب إلى ذلك المستخدم في محركات الغاز الثابتة من مغناطيس الإشعال عالي الجهد الباهظ الثمن الذي تم استخدامه في بعض السيارات الأخرى. هذا الاشتعال صنع النموذج أيضًا تي أكثر مرونة فيما يتعلق بجودة أو نوع الوقود المستخدم. لم يكن النظام بحاجة إلى بطارية بدء، لأن التدوير اليدوي المناسب من شأنه أن يولد تيارًا كافيًا لبدء التشغيل. تم اعتماد الإضاءة الكهربائية التي تعمل بالمغناطيس في عام 1915، لتحل محل مصباح لهب غاز الأسيتيلين ومصابيح الزيت، ولكن لم يتم تقديم التشغيل الكهربائي حتى عام 1919.

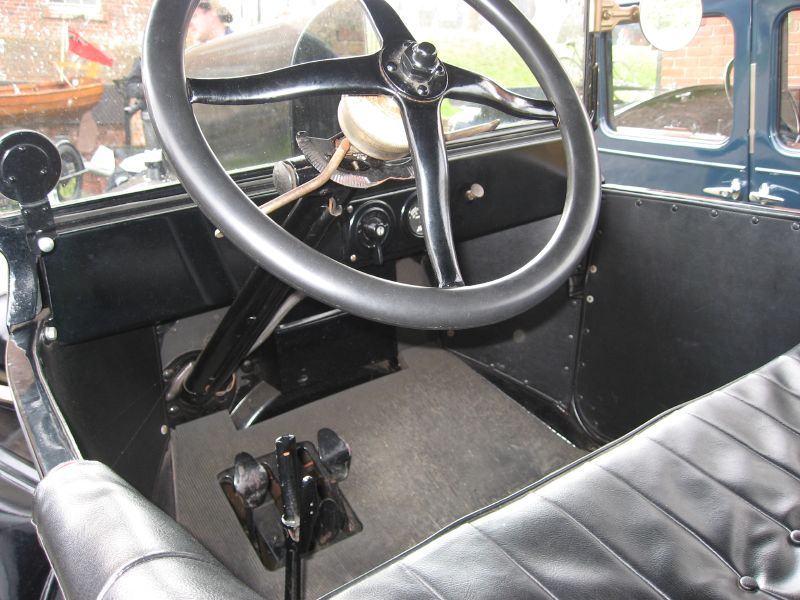
منظر لعناصر تحكم السائق موديل 1920تي

تم إنتاج المحرك طراز تي لتلبية احتياجات الاستبدال بالإضافة إلى التطبيقات الثابتة والبحرية حتى عام 1941، بعد إنتاج الطراز بفترة طويلة انتهى تي.
كان محرك جرار فوردسون موديل إف، الذي تم تصميمه بعد حوالي عقد من الزمان، مشابهًا جدًا للموديل، ولكنه أكبر منه محرك تي.

### ناقل الحركة وقيادة القطار
الطراز تي هو مركبة ذات دفع خلفي. ناقل الحركة عبارة عن نوع تروس كوكبي يتم وصفه بأنه «ثلاث سرعات». في شروط اليوم، تعتبر سرعتين، لأن إحدى السرعات الثلاث عكسية.
يتم التحكم في ناقل الحركة من طراز تي بثلاث دواسات مثبتة على الأرض ورافعة مثبتة على جانب الطريق لمقعد السائق. يتم التحكم في دواسة الوقود بواسطة رافعة على عجلة القيادة. يتم استخدام دواسة اليد اليسرى لتعشيق ناقل الحركة. مع وجود ذراع الأرضية في الوضع الأوسط أو للأمام تمامًا مع الضغط على الدواسة مع الاستمرار في الضغط للأمام، تدخل السيارة في سرعة منخفضة. عندما يتم الإمساك بها في وضع وسيط، تكون السيارة في وضع الحياد. إذا تم تحرير الدواسة اليسرى، فإن الطراز يدخل تي ترسًا عاليًا، ولكن فقط عندما يكون الذراع للأمام تمامًا - في أي وضع آخر، تتحرك الدواسة فقط لأعلى بقدر الوضع المحايد المركزي. يتيح ذلك إمساك السيارة في الوضع المحايد بينما يدير السائق المحرك يدويًا. وبالتالي يمكن للسيارة أن تطير دون أن يضطر السائق إلى الضغط على أي من الدواسات.
في أول 800 وحدة، يعمل الاتجاه المعاكس برافعة؛ تستخدم جميع الوحدات بعد ذلك الدواسة المركزية، والتي تُستخدم لتعشيق السرعة الخلفية عندما تكون السيارة في الوضع المحايد. تعمل دواسة اليد اليمنى على تشغيل فرامل ناقل الحركة - لا توجد فرامل على العجلات. يتحكم ذراع الأرضية أيضًا في فرامل الانتظار، والتي يتم تنشيطها عن طريق سحب الرافعة للخلف بالكامل. هذا يتضاعف كفرامل الطوارئ.

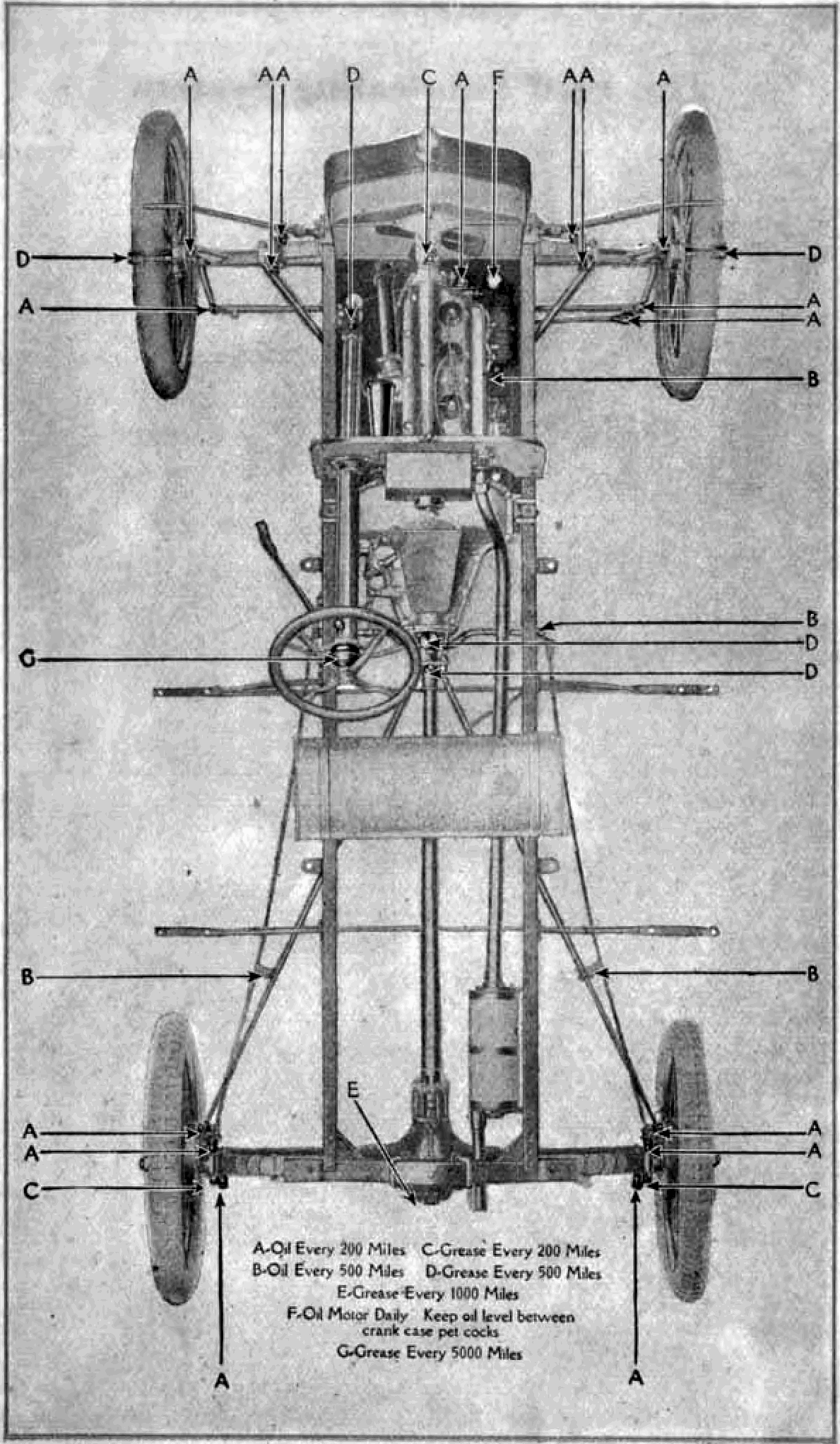
شاسيه من الطراز تي - منظر علوي

على الرغم من أنه كان غير شائع، إلا أن نطاقات القيادة يمكن أن تسقط عن الضبط، مما يسمح للسيارة بالزحف، خاصة عندما يكون الجو باردًا، مما يضيف خطرًا آخر لمحاولة بدء تشغيل السيارة: يمكن إجبار الشخص الذي يدير المحرك على الرجوع للخلف بينما لا يزال ممسكًا بالكرنك مثل زحفت السيارة إلى الأمام، على الرغم من أنها كانت في الوضع المحايد اسميًا. نظرًا لأن السيارة تستخدم القابض الرطب، فقد تحدث هذه الحالة أيضًا في الطقس البارد، عندما يمنع الزيت الكثيف أقراص القابض من الانزلاق بحرية. تصل القوة إلى التفاضل من خلال وصلة عامة واحدة متصلة بأنبوب عزم الدوران الذي يحرك المحور الخلفي؛ يمكن تجهيز بعض الطرز (عادةً شاحنات، ولكن متوفرة للسيارات أيضًا) مع ترس تفاضلي اختياري ثنائي السرعات | محور راكستيل الخلفي ثنائي السرعات، يتم إزاحته بواسطة رافعة مثبتة على الأرض توفر ترسًا سفليًا لتسهيل تسلق التلال.

#### الهيكل / الإطار
يأتي هيكل الشاحنة طراز تيتي للخدمة الشاقة مع ترس تفاضلي خلفي خاص مع ترس تروس أقل من السيارة والشاحنة العادية، مما يوفر قوة سحب أكبر ولكن سرعة قصوى أقل (الإطار أقوى أيضًا؛ الكابينة والمحرك متماثلان). عارضة يمكن التعرف على تيتي بسهولة من خلال الغلاف الأسطواني لمحرك الدودة فوق تفاضل المحور. جميع التروس مصنوعة من فولاذ الفاناديوم ويتم تشغيلها في حمام زيت.

#### نطاقات وبطانات النقل
تم استخدام نوعين رئيسيين من مواد تبطين الشريط:
- القطن - البطانات المنسوجة من القطن هي النوع الأصلي الذي تم تركيبه وتحديده من قبل شركة فورد. بشكل عام، تكون البطانة القطنية «ألطف» على سطح الأسطوانة، مع تلف الأسطوانة الناتج فقط عن المسامير المحتجزة التي تحرز سطح الأسطوانة. على الرغم من أن هذا في حد ذاته لا يمثل مشكلة، إلا أن شريط السحب الناتج عن الضبط غير الصحيح تسبب في ارتفاع درجة حرارة ناقل الحركة والمحرك، وتناقص الطاقة، و - في حالة البطانات القطنية - تدمير سريع لبطانة الشريط.
- الخشب - تم تقديم البطانات الخشبية في الأصل كجزء ملحق «حياة أطول» خلال عمر النموذج كانت قطعة واحدة من الخشب المثني بالبخار والأسلاك المعدنية، تم تركيبها على الطراز العادي نطاق انتقال تي.[28] تضفي هذه الأحزمة إحساسًا مختلفًا تمامًا على الدواسات، مع شعور «العض». الإحساس هو «قبضة» محددة على الأسطوانة ويبدو أنه يزيد الإحساس بشكل ملحوظ، لا سيما أسطوانة المكابح.

### التعليق والعجلات

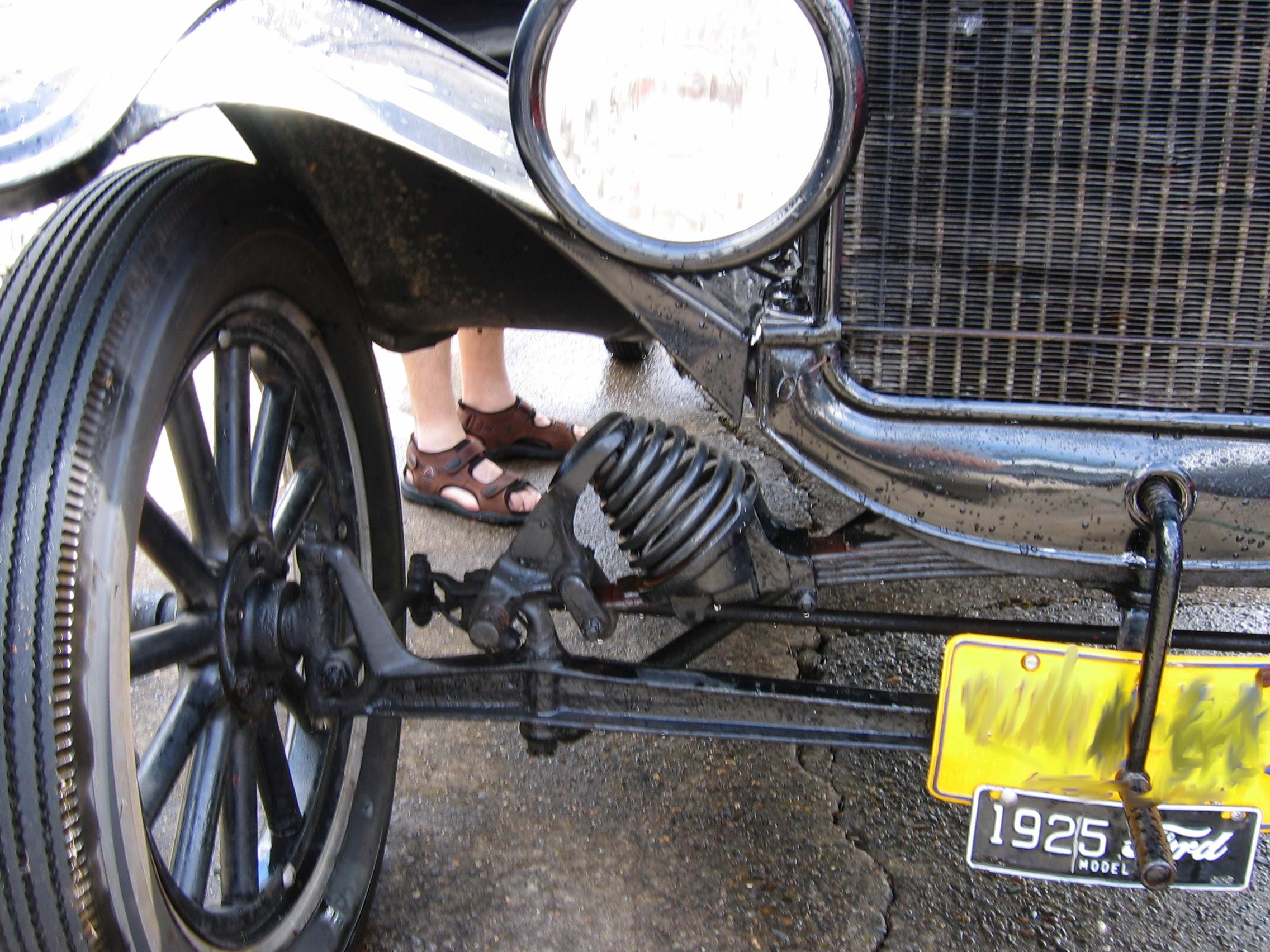
مكونات التعليق في طراز فورد تي. جهاز الزنبرك الحلزوني هو أحد ملحقات ما بعد البيع، "ممتص الصدمات Hassler".

استخدم نظام التعليق تي نموذجًا زنبركًا شبه إهليلجي مركب بشكل عرضي لكل من محاور الشعاع الأمامي والخلفي مما سمح بقدر كبير من حركة العجلات للتعامل مع الطرق الترابية في ذلك الوقت.
تم تشكيل المحور الأمامي كقطعة واحدة من فولاذ الفاناديوم. قامت فورد بلف العديد من المحاور من خلال ثماني دورات كاملة (2880 درجة) وأرسلتها إلى التجار لعرضها لإثبات تفوقها.
لم يكن لدى الموديل تي فرامل خدمة حديثة. وضعت دواسة القدم اليمنى شريطًا حول أسطوانة في ناقل الحركة، وبالتالي أوقفت العجلات الخلفية من الدوران. تعمل ذراع فرامل اليد التي سبق ذكرها الفرامل الفرقة تعمل على داخل براميل الفرامل الخلفية، والتي كانت جزءا لا يتجزأ من محاور العجلات الخلفية. كانت الفرامل الاختيارية التي تعمل على الجزء الخارجي من براميل الفرامل متاحة من موردي خدمات ما بعد البيع.
كانت العجلات عبارة عن عجلات مدفعية خشبية، مع عجلات فولاذية ملحومة متوفرة في عامي 1926 و 1927.
كانت الإطارات من نوع الفاصلة الهوائية 30 بوصة (762 مـم) بقطر 3.5 بوصة (89 مـم) في الخلف، 3 بوصة (76 مـم) في الأمام. احتاج الفائزون إلى ضغط أعلى بكثير من إطارات اليوم، عادةً 60 رطل لكل بوصة مربعة (410 كـبا)، لمنعهم من مغادرة الحافة بسرعة. كانت الإطارات المسطحة مشكلة شائعة.
أصبحت إطارات البالون متوفرة في عام 1925. كانوا 21 by 4.5 بوصة (530 مـم × 110 مـم) كل مكان. كانت إطارات البالون أقرب في التصميم إلى إطارات اليوم، حيث تعزز الأسلاك الفولاذية طرف الإطار، مما يجعل الضغط المنخفض ممكنًا - عادةً 35 رطل لكل بوصة مربعة (240 كـبا) - إعطاء قيادة أكثر ليونة. تم تغيير نسبة تروس التوجيه من 4: 1 إلى 5: 1 مع إدخال إطارات البالون. تغيرت التسمية القديمة لحجم الإطار من قياس القطر الخارجي إلى قياس قطر الجنط حتى 21 بوصة (530 مـم) (قطر الجنط) × 4.5 بوصة (110 مـم) (عرض الإطار) العجلات لها نفس القطر الخارجي مثل 30 بوصة (760 مـم) الإطارات الفاصلة. جميع الإطارات في هذه الفترة الزمنية تستخدم أنبوبًا داخليًا لحمل الهواء المضغوط؛ لم تكن الإطارات الخالية من الأنابيب مستخدمة بشكل عام إلا بعد ذلك بوقت طويل.
قاعدة العجلات 100 بوصة (254 سـم) وكان عرض المسار القياسي 56 بوصة (142 سـم) - 60 بوصة (152 سـم) يمكن الحصول عليها بناءً على طلب خاص، «للطرق الجنوبية»، وهو مطابق لمقياس مسار ما قبل الحرب الأهلية للعديد من خطوط السكك الحديدية في الكونفدرالية السابقة. المسار القياسي 56 بوصة قريب جدًا من4 قدم 8 1⁄2 بوصة (143.5 سـم) بوصة مقياس مسار سكة حديد قياسي، يعني هذا النموذج يمكن أن تكون تي إس، وفي كثير من الأحيان، مزودة بعجلات ذات حواف وتستخدم كمركبات سكة حديد آلية أو "مسرعة" . توافر 60 بوصة (152 سـم) يعني أنه يمكن فعل الشيء نفسه على عدد قليل من الجنوب 5 قدم (152 سـم) السكك الحديدية - هذه هي الخطوط الوحيدة المتبقية غير القياسية، باستثناء عدد قليل من الخطوط الضيقة ذات الأحجام المختلفة. على الرغم من أن النموذج يمكن تكييف تي للتشغيل على مسار ضيق مثل 2 قدم (61 سـم) (ويسكاست وووترفيل وفارمنجتون آر)، كان هذا تغييرًا أكثر تعقيدًا.

### الألوان
بحلول عام 1918، كانت نصف السيارات في الولايات المتحدة من طرازات تس. في سيرته الذاتية، أفاد فورد أنه في عام 1909 أخبر فريق إدارته، «يمكن لأي عميل أن يرسم سيارة بأي لون يريده طالما أنها سوداء.» 
ومع ذلك، في السنوات الأولى من الإنتاج من 1908 إلى 1913، كان النموذج لم يكن الحرف تي متاحًا باللون الأسود،  ولكن بالأحرى فقط باللون الرمادي والأخضر والأزرق والأحمر. كان اللون الأخضر متاحًا للسيارات السياحية وسيارات المدينة والكوبيه ولاندوليتس. كان اللون الرمادي متاحًا لسيارات المدينة فقط والأحمر فقط للسيارات السياحية. بحلول عام 1912، تم طلاء جميع السيارات باللون الأزرق الداكن مع مصدات سوداء. فقط في عام 1914 تم تطبيق سياسة «أي لون طالما أنه أسود» بشكل نهائي. غالبًا ما يُذكر أن فورد اقترحت استخدام اللون الأسود من عام 1914 إلى عام 1925 بسبب التكلفة المنخفضة والمتانة ووقت التجفيف الأسرع للطلاء الأسود في تلك الحقبة. ومع ذلك، لا يوجد دليل على أن اللون الأسود يجف أسرع من أي ورنيش داكن آخر كان مستخدمًا في ذلك الوقت للرسم. تم تشكيل خيارات الطلاء في صناعة السيارات الأمريكية، وكذلك في غيرها (بما في ذلك القاطرات، والأثاث، والدراجات، ومجال الأجهزة الكهربائية الآخذ في التوسع بسرعة) من خلال تطور الصناعة الكيميائية. تضمنت هذه المشاكل اختلال مصادر الصبغة خلال الحرب العالمية الأولى وظهور ورنيش النيتروسليلوز الجديد في منتصف عشرينيات القرن الماضي، والذي كان أسرع في الجفاف وأكثر مقاومة للخدش، وألغى الحاجة إلى طبقات متعددة؛  :261–301فهم اختيار الدهانات للنموذج يتطلب عصر تي والسنوات التالية مباشرة فهمًا للصناعة الكيميائية المعاصرة.
خلال فترة إنتاج النموذج تم استخدام أكثر من 30 نوعًا من الطلاء الأسود في أجزاء مختلفة من السيارة. تمت صياغتها لتلبية الوسائل المختلفة لتطبيق الطلاء على الأجزاء المختلفة، ولها أوقات تجفيف مميزة، اعتمادًا على الجزء والطلاء وطريقة التجفيف.

### الجسم

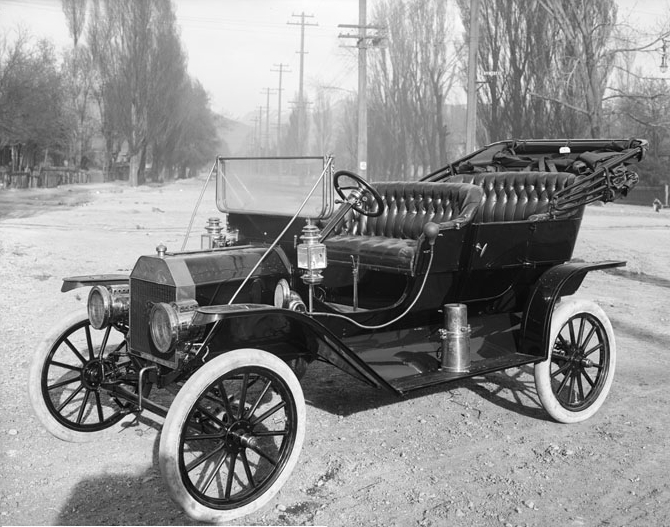
1910 موديل تي، تم تصويره في مدينة سولت ليك

1914 نموذج تي باستخدام كشافات لهب غاز الأسيتيلين

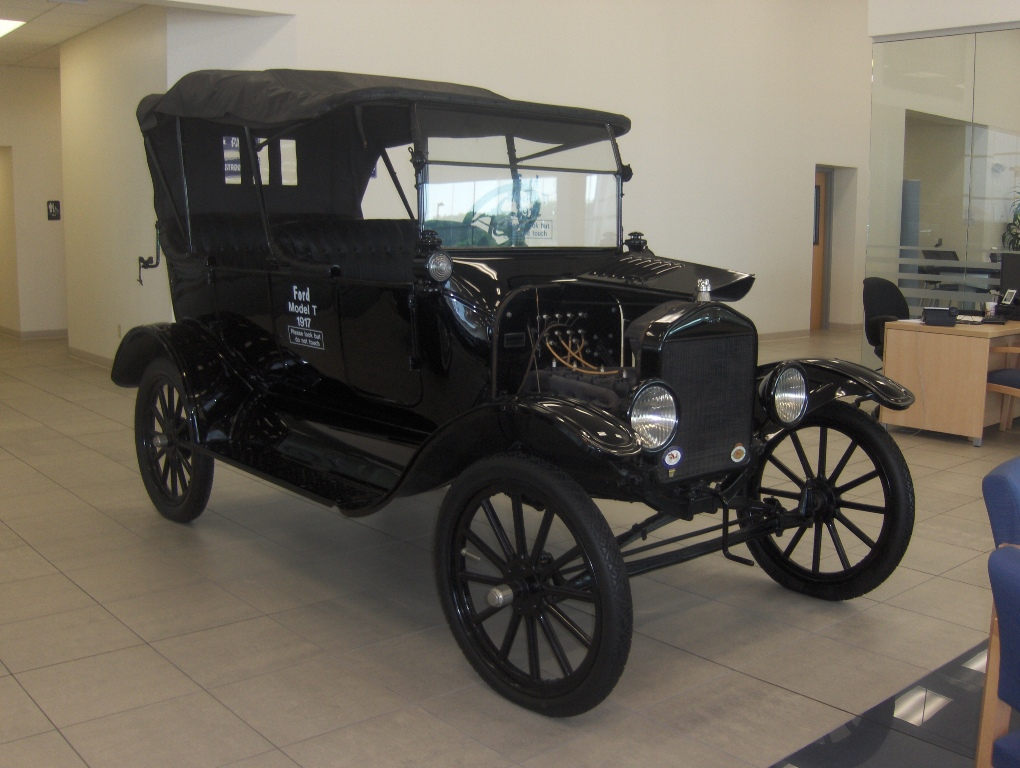
1917 موديل تي.

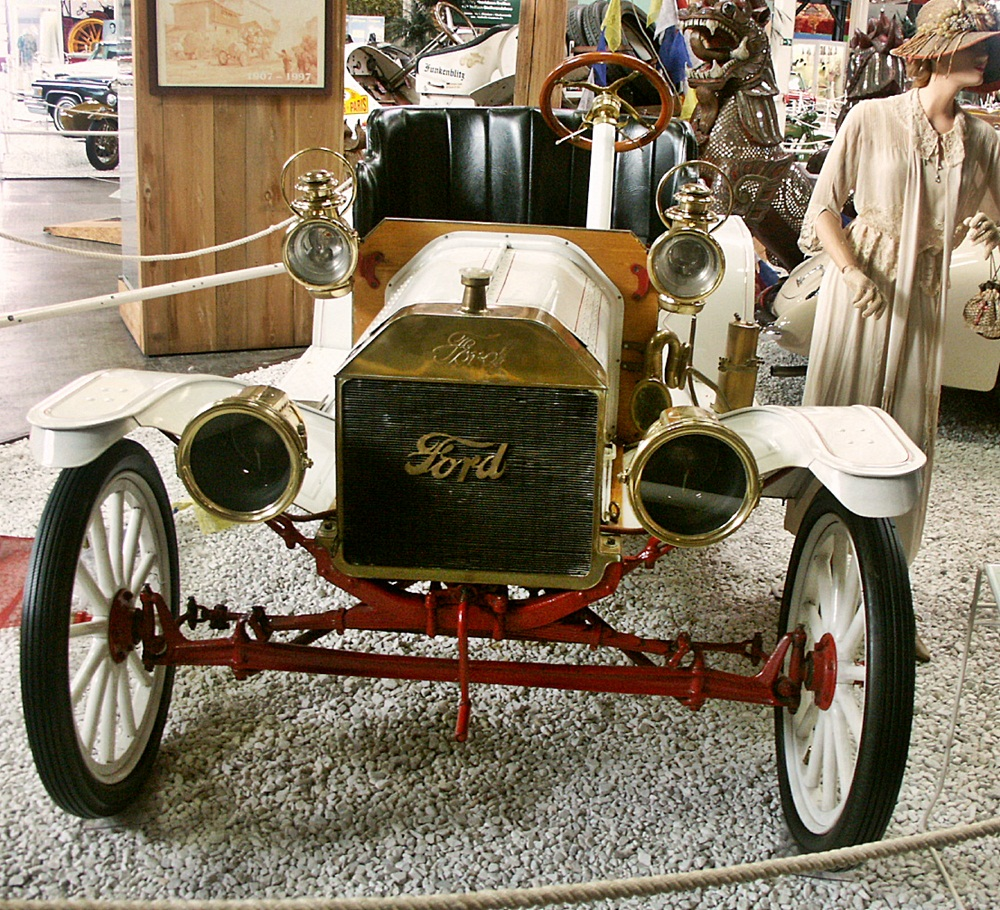
تي سبيدستر

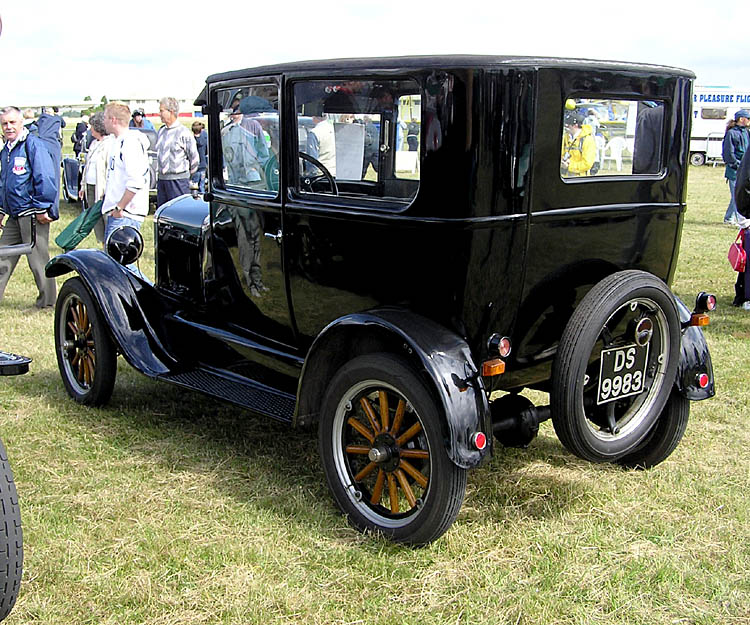
عام 1925 فورد "موديل جديد" تيودور سيدان

على الرغم من أن فورد صنفت النموذج تي مع تعيين حرف واحد طوال حياتها بالكامل ولم يتم التمييز حسب سنوات الطراز، تم إجراء تغييرات كبيرة كافية على الجسم على مدار عمر الإنتاج بحيث يمكن تصنيف السيارة إلى عدة أجيال من الطراز. كانت التغييرات الأكثر وضوحًا والتي يمكن تحديدها على الفور في غطاء المحرك ومناطق القلنسوة، على الرغم من إجراء العديد من التعديلات الأخرى على السيارة.
- 1909-1914 - يتميز بغطاء شبه مستقيم، خماسي الجوانب، مع سطح مسطح يحتوي على مفصلة مركزية وقسمان مائلان جانبيان يحتويان على مفصلات قابلة للطي. جدار الحماية مسطح من الزجاج الأمامي لأسفل مع عدم وجود قلنسوة مميزة. لهذه السنوات، تم استخدام المصابيح الأمامية لهب غاز الأسيتيلين لأن اللهب مقاوم للرياح والمطر. عرضت المرايا المقعرة السميكة مع العدسات المكبرة ضوء لهب الأسيتيلين. يتم وضع خزان الوقود أسفل المقعد الأمامي.
- 1915-1916 - تصميم غطاء المحرك هو تقريبًا نفس التصميم خماسي الجوانب مع التغيير الواضح الوحيد وهو إضافة فتحات إلى الجوانب الرأسية. حدث تغيير كبير في منطقة القلنسوة مع نقل الزجاج الأمامي بشكل كبير خلف جدار الحماية وانضم إلى لوحة القلنسوة المركبة. في هذه السنوات حلت المصابيح الأمامية الكهربائية محل المصابيح الأمامية المصنوعة من الكربيد.
- 1917-1923 - تم تغيير تصميم غطاء المحرك إلى تصميم مدبب بسطح منحني. تم وضع المفصلات القابلة للطي الآن عند المفصل بين الجوانب المسطحة والقمة المنحنية. يشار إلى هذا أحيانًا باسم «غطاء المحرك المنخفض» لتمييزه عن القلنسوات اللاحقة. تقابل الحافة الخلفية للغطاء الآن الحافة الأمامية للوحة القلنسوة بحيث لا يظهر أي جزء من جدار الحماية المسطح خارج الغطاء. تم استخدام هذا التصميم الأطول وخلال سنوات الإنتاج الأعلى، وهو ما يمثل حوالي نصف العدد الإجمالي للطراز بنيت تي إس.
- 1923-1925 - تم إجراء هذا التغيير خلال عام 1923 التقويمي، لذا فإن الطرازات التي تم بناؤها في وقت سابق من العام لها تصميم أقدم، بينما تتمتع المركبات اللاحقة بتصميم أحدث. تمت زيادة تفتق غطاء المحرك وأصبح القسم الخلفي في جدار الحماية أطول بحوالي بوصة وأعرض بعدة بوصات من التصميم السابق. في حين أن هذا تغيير طفيف نسبيًا، إلا أن الأجزاء بين الجيلين الثالث والرابع غير قابلة للتبديل.
- 1926-1927 - أحدث هذا التغيير في التصميم أكبر اختلاف في مظهر السيارة. تم تكبير غطاء المحرك مرة أخرى، حيث لم تعد لوحة القلنسوة عبارة عن منحنى مركب وتم مزجها أكثر مع خط غطاء المحرك. كما تمت زيادة المسافة بين جدار الحماية والزجاج الأمامي بشكل كبير. يشار إلى هذا النمط أحيانًا باسم «غطاء المحرك العالي».

كان التصميم في «الجيل» الأخير بمثابة معاينة للموديل A التالي، لكن النموذجين مختلفان تمامًا بصريًا، حيث أن الهيكل الموجود على الطراز A أوسع بكثير وله أبواب منحنية على عكس الأبواب المسطحة في تي.

### تطبيقات متنوعة

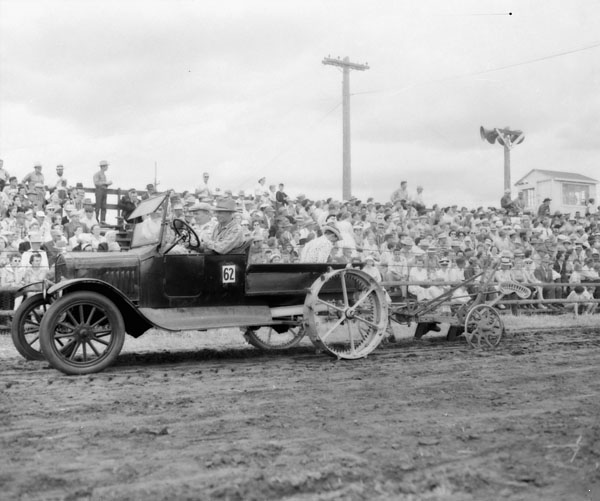
جرار نموذج تي محلي الصنع يسحب محراث

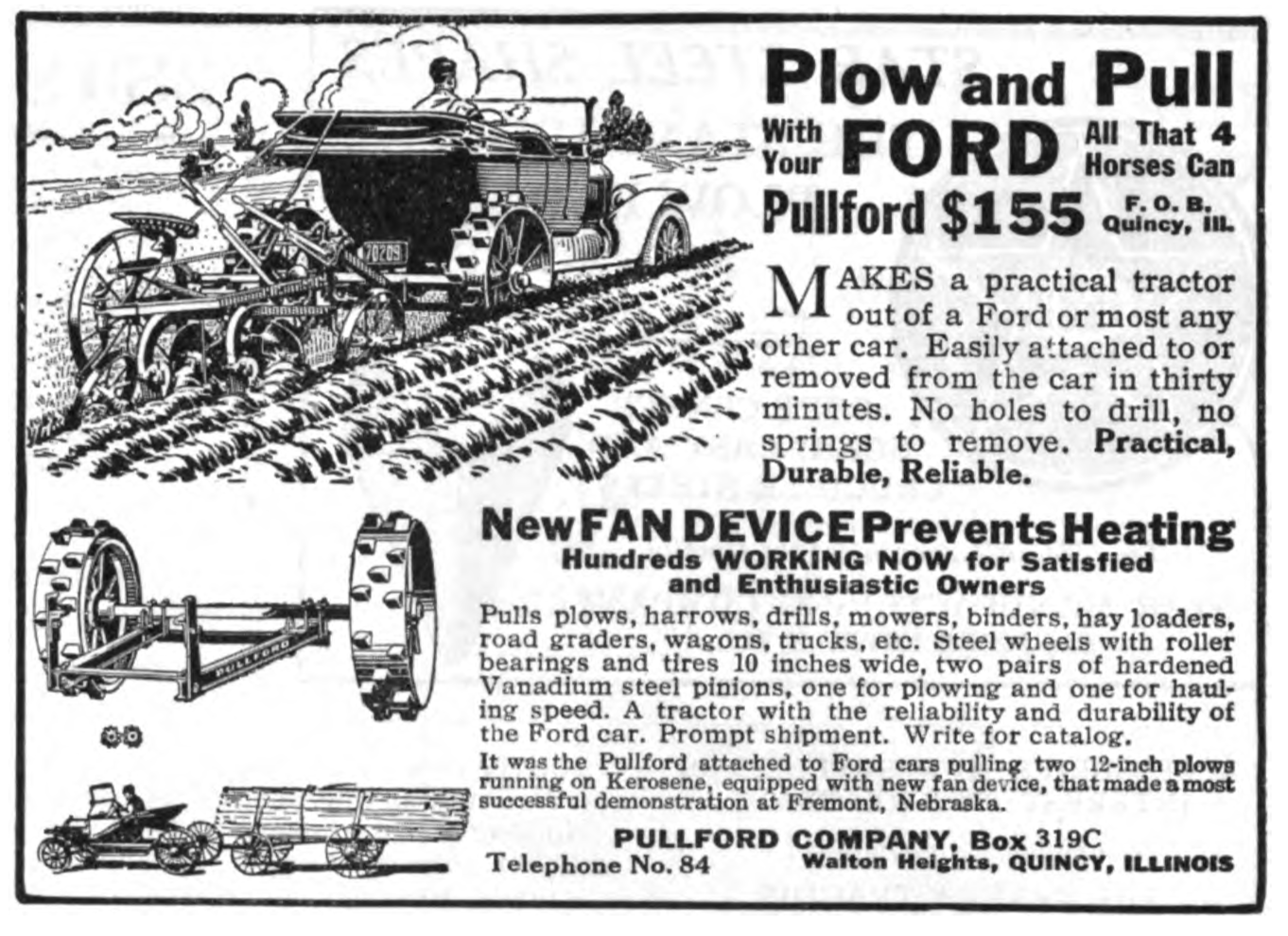
إعلان بولفورد لتحويل السيارات إلى جرار، 1918

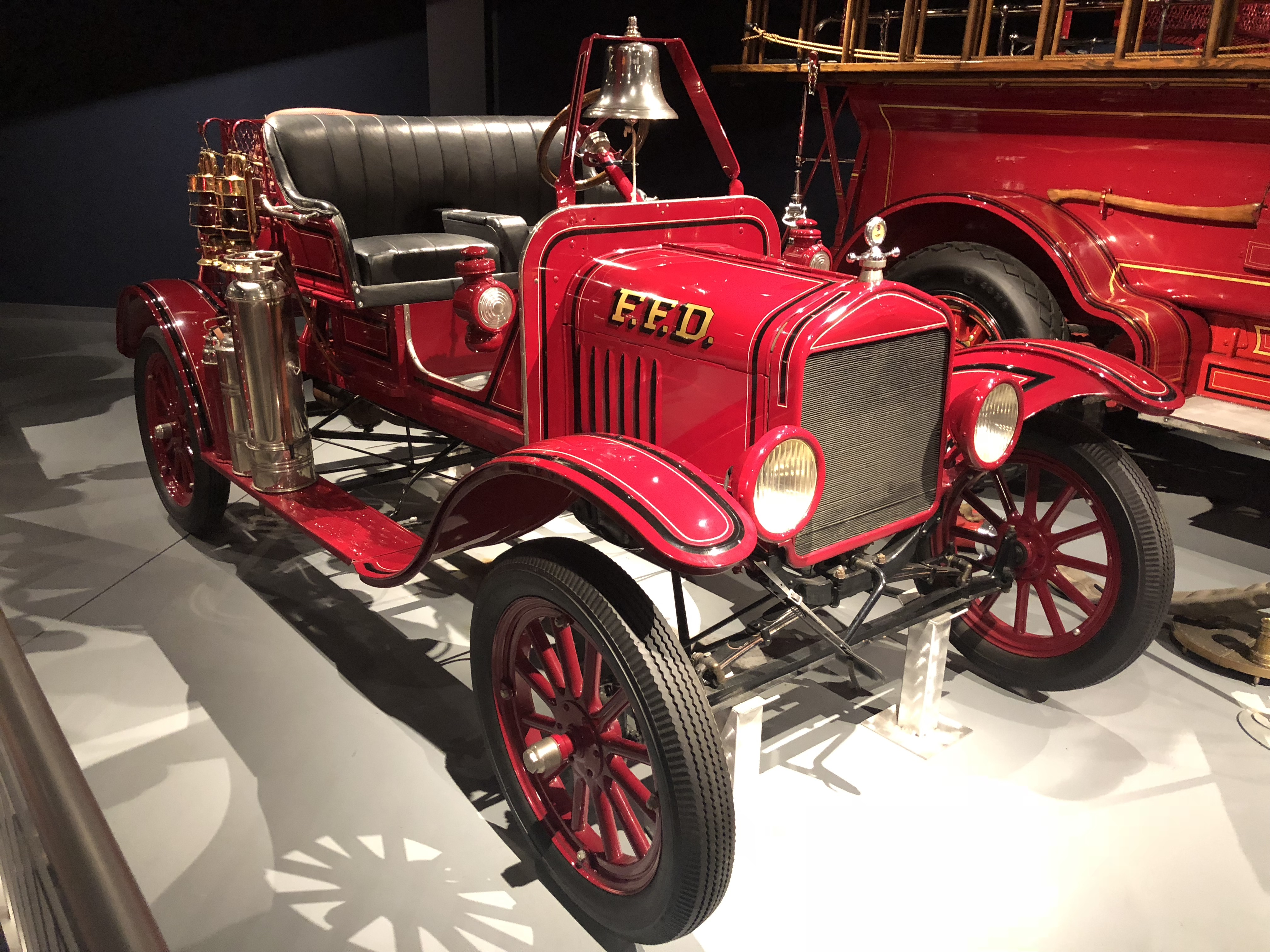
قامت شركة لافرانس الأمريكية بتعديل أكثر من 900 موديل فورد نهاية الخبر لخدمة رجال الاطفاء

عندما تم تصميم الطراز تي وتقديمه، كانت البنية التحتية للعالم مختلفة تمامًا عن اليوم. كان الرصف نادرًا باستثناء الأرصفة وعدد قليل من شوارع المدينة الكبيرة. (يأتي معنى مصطلح «الرصيف» باعتباره مرادفًا لـ «الرصيف» من تلك الحقبة، عندما كانت الشوارع والطرق عمومًا ترابية وكانت الأرصفة طريقة ممهدة للسير على طولها.) كانت الزراعة مهنة لكثير من الناس. كانت الأدوات الكهربائية شحيحة خارج المصانع وكذلك مصادر الطاقة لها. تم العثور على الكهرباء، مثل الرصيف، فقط في المدن الكبيرة. كانت كهربة الريف والميكنة الآلية في طور التكوين في بعض المناطق وغير موجودة في معظمها. أشرف هنري فورد على متطلبات وتصميم النموذج تي على أساس الحقائق المعاصرة. وبالتالي، فإن النموذج كان تي (عن قصد) جرارًا ومحركًا محمولًا بقدر ما كان سيارة. لطالما تم تقديرها جيدًا لقدراتها وخطورتها على جميع التضاريس. يمكن أن تسافر في ممر مزرعة صخري موحل، وتعبر مجرى ضحل، وتتسلق تلة شديدة الانحدار، وتتوقف على الجانب الآخر لإزالة إحدى عجلاتها وتثبيت بكرة في المحور من أجل حزام مسطح لقيادة المنشار، دراس، منفاخ صومعة، مكبس البالات، مضخة المياه، المولدات الكهربائية، والعديد من التطبيقات الأخرى. تطبيق فريد واحد للنموذج تم عرض تي في عدد أكتوبر 1922 من مجلة فوردسون فارمر. أظهر الوزير الذي غير نموذجه تي في كنيسة متنقلة، كاملة مع عضو صغير.
خلال هذا العصر، كانت السيارات بأكملها (بما في ذلك الآلاف من طرازات تي إس) تم اختراقها من قبل أصحابها وإعادة تشكيلها في آلات مخصصة مخصصة بشكل دائم لغرض، مثل الجرارات محلية الصنع ومناشير الجليد. قامت العشرات من شركات خدمات ما بعد البيع ببيع أطقم جاهزة لتسهيل تحويل تي من سيارة إلى جرار. الموديل كان تي موجودًا منذ عقد من الزمان قبل أن يصبح جرار فوردسون متاحًا (1917-1918)، وتم تحويل العديد من تي إس للاستخدام الميداني. (على سبيل المثال، عمل هاري فيرغسون، الذي اشتهر فيما بعد بالعقبات والجرارات، على نموذج إيروس تي جرارات التحويلات قبل أن يعمل مع فوردسونز وآخرين.) خلال العقد القادم، موديل كان من الصعب بيع مجموعات تحويل الجرارات تي، حيث خدمت فوردسون ثم فارمال (1924)، بالإضافة إلى الجرارات الخفيفة الأخرى ذات الأسعار المعقولة، سوق المزرعة. لكن خلال فترة الكساد (ثلاثينيات القرن العشرين)، نموذج شهدت مجموعات تحويل الجرار تي انبعاثًا، لأنه بحلول ذلك الوقت استخدم النموذج كانت أجزاء تي إس والمخلفات بالنسبة لهم وفيرة ورخيصة.
مثل العديد من محركات السيارات الشهيرة في ذلك العصر، فإن الموديل تم استخدام محرك تي أيضًا على الطائرات المصنوعة منزليًا (مثل بيتنبول سكاي سكوت) والقوارب البخارية.
تم تطوير نسخة مختلفة من السيارة المدرعة (تسمى «Fتي-B») في بولندا في عام 1920 بسبب ارتفاع الطلب خلال الحرب البولندية السوفيتية في عام 1920.
تم تحويل العديد من طرازات تي إس إلى مركبات يمكنها السفر عبر الثلوج الكثيفة مع مجموعات على العجلات الخلفية (في بعض الأحيان مع زوج إضافي من العجلات الخلفية ومجموعتين من الجنزير المستمر للتركيب على العجلات الخلفية المترادفة الآن، مما يجعلها في الأساس سيارة نصف المسار) والزلاجات لتحل محل العجلات الأمامية. كانت شائعة لتسليم البريد الريفي لبعض الوقت. كان الاسم الشائع لهذه التحويلات من السيارات والشاحنات الصغيرة هو «المتزلجون على الجليد». كانت هذه المركبات شائعة للغاية في المناطق الشمالية من كندا، حيث تم إنشاء المصانع لإنتاجها.
قام عدد من الشركات ببناء النموذج عربات السكك الحديدية القائمة على تي. في بازار السكك الحديدية العظيم، ذكر بول ثيرو رحلة سكة حديد في الهند على عربة سكة حديد كهذه. تضمنت فئة آر إم التابعة لإدارة السكك الحديدية النيوزيلندية عددًا قليلاً.
قامت شركة لافرانس الأمريكية بتعديل أكثر من 900 نموذج تي إس لاستخدامها في مكافحة الحرائق وإضافة الخزانات والخراطيم والأدوات والجرس. نموذج كانت محركات الإطفاء تي في الخدمة في أمريكا الشمالية وأوروبا وأستراليا. موديل 1919 تمت استعادة مادة تي المجهزة لمكافحة الحرائق الكيماوية وهي معروضة في متحف نورث تشارلستون فاير في ساوث كارولينا.

## إنتاج

### الإنتاج بكثافة الإنتاج بكميات ضخمة

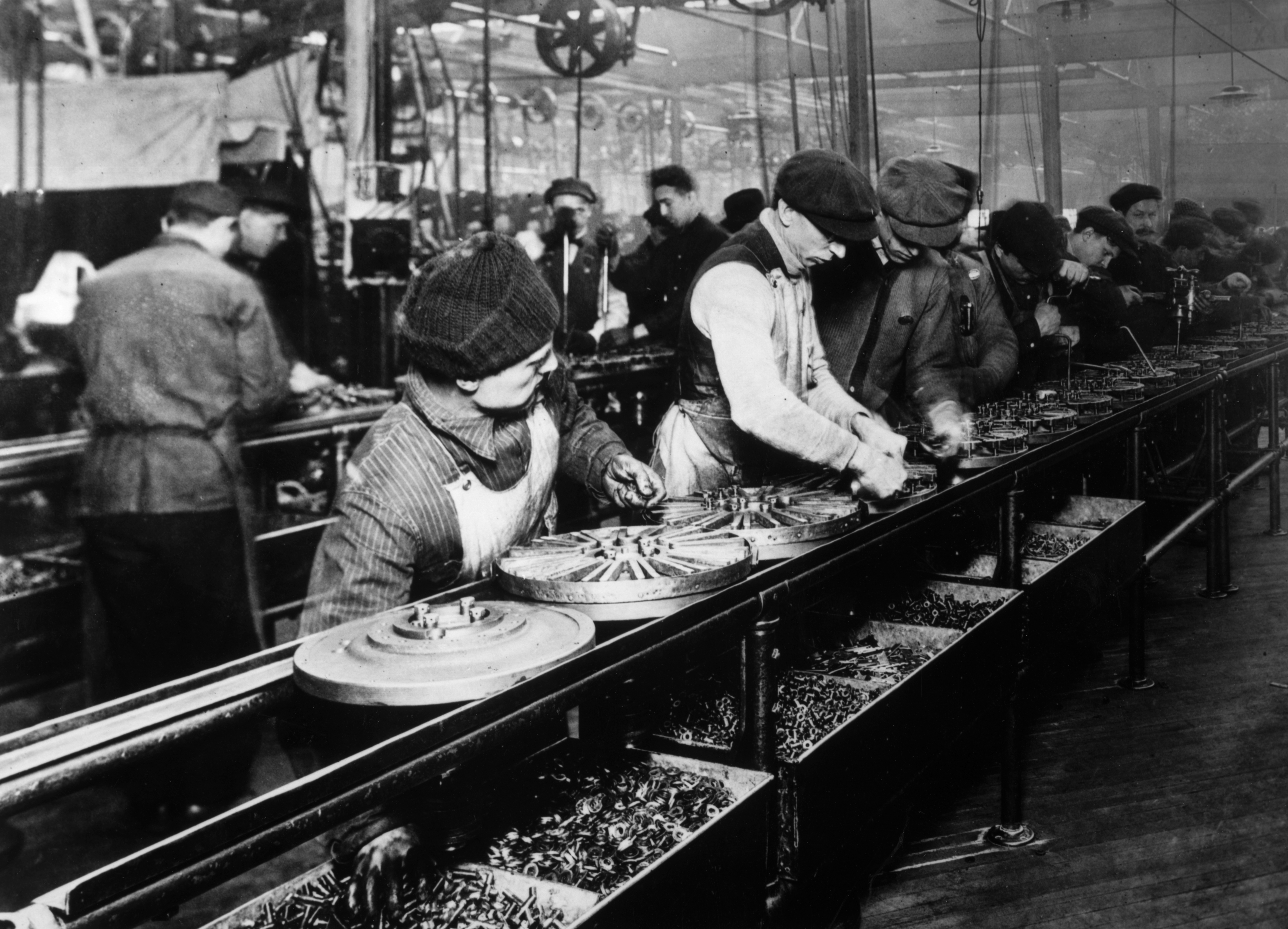
خط تجميع فورد، 1913

تم تقليص المعارف والمهارات التي يحتاجها عامل المصنع إلى 84 منطقة. عند تقديمه، فإن استخدم تي طرق البناء المعتادة في ذلك الوقت، وكان التجميع باليد والإنتاج صغيرًا. لم يستطع مصنع فورد بيكيت أفينيو مواكبة الطلب على الطراز تي، وتم بناء 11 سيارة فقط هناك خلال أول شهر كامل من الإنتاج. تم استخدام المزيد والمزيد من الآلات لتقليل التعقيد داخل 84 منطقة محددة. في عام 1910، بعد تجميع ما يقرب من 12000 نموذج تسيسي، نقل هنري فورد الشركة إلى مجمع هايلاند بارك الجديد. خلال هذا الوقت النموذج تحول نظام إنتاج تي (بما في ذلك سلسلة التوريد) إلى مثال مبدع لإنتاج خط التجميع. في العقود اللاحقة، سيُنظر إليه أيضًا على أنه المثال الكلاسيكي للإصدار الجامد من الجيل الأول لإنتاج خط التجميع، بدلاً من الإنتاج الضخم المرن  للمنتجات عالية الجودة.
نتيجة لذلك، خرجت سيارات فورد من الخط في فواصل زمنية مدتها ثلاث دقائق، أسرع بكثير من الطرق السابقة، مما قلل وقت الإنتاج من 12.5 ساعة قبل إلى 93 دقيقة بحلول عام 1914، مع استخدام قوة بشرية أقل. في عام 1914، أنتجت شركة فورد سيارات أكثر من جميع شركات صناعة السيارات الأخرى مجتمعة. الموديل حقق تي نجاحًا تجاريًا كبيرًا، وبحلول الوقت الذي صنعت فيه شركة فورد سيارتها رقم 10 ملايين، كانت نصف جميع السيارات في العالم من طراز فوردs. لقد كانت ناجحة للغاية ولم تشتر فورد أي إعلان بين عامي 1917 و 1923 ؛ بدلاً من ذلك، النموذج أصبح تي مشهورًا جدًا، واعتبره الناس أمرًا عاديًا. أكثر من 15 تم تصنيع مليون موديل تي إس إجمالاً، حيث وصل معدلها من 9000 إلى 10000 سيارة يوميًا في عام 1925، أو 2 مليون سنويًا،  أكثر من أي طراز آخر في عصره، بسعر 260 دولارًا فقط (3837 دولارًا اليوم). النموذج الإجمالي تم تجاوز إنتاج تي أخيرًا من قبل فولكس فاجن بيتل في 17 فبراير 1972، في حين أن سلسلة فورد F (نفسها تنحدر مباشرة من الطراز تي رودستر بيك آب) قد تجاوز الطراز تي كنموذج فورد الأكثر مبيعاً على الإطلاق.
كان النهج الأيديولوجي لهنري فورد في تصميم الموديل تي هو تصحيحه ثم إبقائه على حاله. لقد صدق النموذج كانت تي هي كل السيارات التي يحتاجها الشخص أو يمكن أن يحتاجها. كما قدمت الشركات الأخرى مزايا الراحة والتصميم، وبأسعار تنافسية، فإن النموذج فقدت تي حصتها في السوق وأصبحت مربحة بالكاد. لم تكن تغييرات التصميم قليلة كما كان يتصورها الجمهور، ولكن فكرة النموذج غير المتغير ظلت كما هي. أخيرًا، في 26 مايو 1927، أوقفت شركة فورد موتور الإنتاج الأمريكي  وبدأت عمليات التغيير المطلوبة لإنتاج الطراز أ. استمرت بعض مصانع الطراز تي الأخرى في العالم لفترة قصيرة،  مع النموذج النهائي تم إنتاج تي في مصنع كورك، أيرلندا في ديسمبر 1928.
استمر إنتاج محركات الطراز تي حتى 4 أغسطس 1941. تم بناء ما يقرب من 170000 بعد توقف إنتاج السيارات، حيث كانت هناك حاجة لمحركات بديلة لخدمة المركبات المنتجة بالفعل. استخدم المتسابقون والمتحمسون، رواد ماكينات القوارض الساخنة الحديثة، كتل طراز تي إس لبناء محركات سباقات شهيرة ورخيصة، بما في ذلك كراجار ونافارو، ومن المعروف أن شركة فرونتيناك موتور  من الإخوة شيفروليه، من بين آخرين كثر.
استخدم الطراز تي بعض التقنيات المتقدمة، على سبيل المثال، استخدامه لسبائك الفولاذ الفاناديوم. كانت متانتها هائلة، وبعض طرازات تي إس وأجزائها قيد التشغيل بعد أكثر من قرن. على الرغم من أن هنري فورد قاوم بعض أنواع التغيير، إلا أنه دافع دائمًا عن تقدم هندسة المواد، وفي كثير من الأحيان الهندسة الميكانيكية والهندسة الصناعية.
في عام 2002، قامت شركة فورد ببناء مجموعة نهائية من ستة طرازات تي إس كجزء من احتفالاتهم المئوية لعام 2003. تم تجميع هذه السيارات من المكونات الجديدة المتبقية والأجزاء الأخرى المنتجة من الرسومات الأصلية. تم استخدام آخر الستة لأغراض الدعاية في المملكة المتحدة.
على الرغم من أن فورد لم تعد تصنع أجزاء من الموديل تي، إلا أنه لا يزال يتم تصنيع العديد من الأجزاء من خلال شركات خاصة كنسخ طبق الأصل لخدمة الآلاف من موديل تي إس التي لا تزال قيد التشغيل حتى اليوم.
في 26 مايو 1927، قاد هنري فورد وابنه إدسل السيارة رقم 15 مليون تي خارج المصنع. كان هذا هو اليوم الأخير الرسمي للسيارة الشهيرة للإنتاج في المصنع الرئيسي.

### السعر والإنتاج

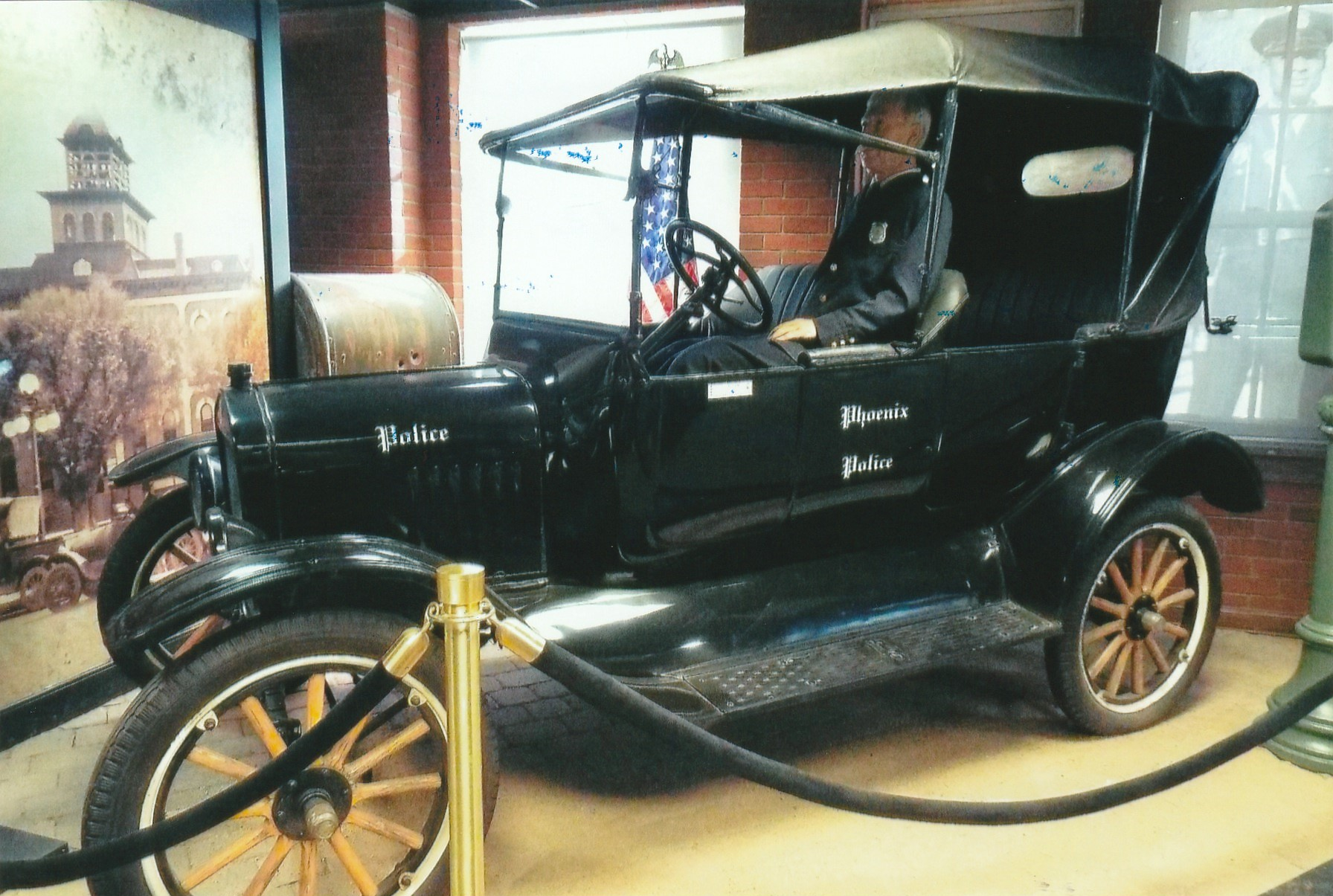
1919 فورد موديل تي فينيكس بوليس كروزر

سمح نظام خط التجميع المتحرك، الذي بدأ في 7 أكتوبر 1913، لشركة فورد بتخفيض سعر سياراته. مع استمراره في تحسين النظام، تمكن فورد من خفض التكاليف بشكل كبير. مع زيادة الحجم، كان قادرًا أيضًا على خفض الأسعار بسبب توزيع بعض التكاليف الثابتة على عدد أكبر من المركبات  حيث زادت استثمارات سلسلة التوريد الكبيرة الأصول لكل مركبة. أدت العوامل الأخرى إلى خفض السعر مثل تكاليف المواد وتغييرات التصميم. نظرًا لأن فورد كانت تتمتع بالهيمنة على السوق في أمريكا الشمالية خلال العقد الأول من القرن الماضي، فقد خفض المنافسون الآخرون أسعارهم للبقاء في المنافسة، مع تقديم ميزات لم تكن متوفرة في الطراز مثل مجموعة واسعة من الألوان وأنماط الهيكل والمظهر الداخلي والاختيارات، كما استفاد المنافسون من انخفاض تكاليف المواد الخام ومزايا البنية التحتية لسلسلة التوريد وأعمال التصنيع الإضافية.
بالدولار المعادل الحالي، بدأت تكلفة ران أبوت بمبلغ 825 دولارًا في عام 1909 (23763 دولارًا بدولارات اليوم) ووصلت إلى 260 دولارًا في عام 1925 (3837 دولارًا بدولارات اليوم).
الأرقام أدناه هي أرقام إنتاج الولايات المتحدة التي جمعتها أر إي هيوستن، قسم إنتاج فورد، 3 أغسطس، 1927. الأرقام بين 1909 و 1920 للسنة المالية لشركة فورد. من 1909 إلى 1913، كانت السنة المالية من 1 أكتوبر إلى 30 سبتمبر في السنة التقويمية التالية، وكان رقم السنة هو العام الذي انتهى فيه. بالنسبة للسنة المالية 1914، كانت السنة هي 1 أكتوبر 1913 حتى 31 يوليو 1914. ابتداء من أغسطس 1914 وحتى نهاية النموذج عصر تي، كانت السنة المالية من 1 أغسطس حتى 31 يوليو. بدءًا من يناير 1920، الأرقام خاصة بالسنة التقويمية.
| عام  | إنتاج     | السعر لاجل المتجول | تيار ما يعادل كلفة | ملحوظات |
| ---- | --------- | ------------------ | ------------------ | --- |
| 1909 | 10666     | 825 دولارًا         | 23763 دولارًا       | كانت السيارة السياحية 850 دولارًا.                                                                                 |
| 1910 | 19050     | 900 دولار          | 24998 دولارًا       | |
| 1911 | 34858     | 680 دولارًا         | 18887 دولارًا       | |
| 1912 | 68773     | 590 دولارًا         | 15822 دولارًا       | |
| 1913 | 170211    | 525 دولارًا         | 13747 دولار        | |
| 1914 | 202,667   | 440 دولارًا         | 11368 دولارًا       | كانت السنة المالية مدتها 10 أشهر فقط بسبب التغيير في تاريخ الانتهاء من 30 سبتمبر إلى 31 يوليو                     |
| 1915 | 308162    | 390 دولارًا         | 9977 دولارًا        | |
| 1916 | 501462    | 345 دولارًا         | 8205 دولارات       | [ 54 ] |
| 1917 | 735.020   | 500 دولار          | 10100 دولار        | |
| 1918 | 664,076   | 500 دولار          | 8603 دولارات       | |
| 1919 | 498342    | 500 دولار          | 7464 دولار         | |
| 1920 | 941042    | 395 دولارًا         | 5103 دولارات       | الإنتاج للسنة المالية 1920 (1 أغسطس 1919 حتى 31 يوليو 1920). كان السعر 550 دولارًا في مارس لكنه انخفض بحلول سبتمبر |
| 1920 | 463451    | 395 دولارًا         | 5103 دولارات       | الإنتاج لرصيد السنة التقويمية، من 1 أغسطس حتى 31 ديسمبر. إجمالي إنتاج 1920 (17 شهرًا) = 1404493                    |
| 1921 | 971610    | 325 دولارًا         | 4716 دولارًا        | كان السعر 370 دولارًا في يونيو ولكنه انخفض بحلول سبتمبر                                                            |
| 1922 | 1,301,067 | 319 دولارًا         | 4932 دولارًا        | |
| 1923 | 2,011,125 | 364 دولارًا         | 5529 دولارًا        | |
| 1924 | 1,922,048 | 265 دولارًا         | 4002 دولار         | |
| 1925 | 1,911,705 | 260 دولارًا         | 3837 دولارًا        | كانت السيارة السياحية 290 دولارًا                                                                                  |
| 1926 | 1,554,465 | 360 دولارًا         | 5263 دولار         | |
| 1927 | 399725    | 360 دولارًا         | 5363 دولارًا        | انتهى الإنتاج قبل منتصف العام للسماح بإعادة تجهيز الطراز أ                                                        |

يشمل العدد أعلاه إجمالي 14,689,525 مركبة. قال فورد النموذج الأخير كانت تي هي السيارة رقم 15 التي تم إنتاجها.

### إعادة التدوير
استخدم هنري فورد قصاصات الخشب من إنتاج الموديل تي إس لصنع قوالب الفحم. كان اسمه في الأصل فورد شاركول، تم تغيير الاسم إلى كينجسفورد شاركول بعد إغلاق مصنع إيرون ماونتن فورد في عام 1951 وتم تشكيل شركة كينجز فورد الكيميائية واستمرار عملية تقطير الخشب. إي جي كينجسفورد، ابن عم فورد عن طريق الزواج، توسط في اختيار موقع المنشرة الجديد وتقطير الأخشاب. الخشب لإنتاج النموذج جاء تي من نفس الموقع، الذي بني في عام 1920 يسمى إيرون ماونتن فورد والذي يضم منشرة حيث اشترت الأخشاب من فورد أرضًا في شبه جزيرة ميشيغان العليا تم قطعها وتجفيفها. تم تقطير الخشب الخردة في مصنع آيرون ماونتين للمواد الكيميائية للخشب، حيث كان المنتج الثانوي عبارة عن فحم مقطوع. تم تعديل هذا الفحم المقطوع وضغطه في قوالب ثم تسويقه بكميات كبيرة من قبل شركة فورد.

### أول سيارة عالمية

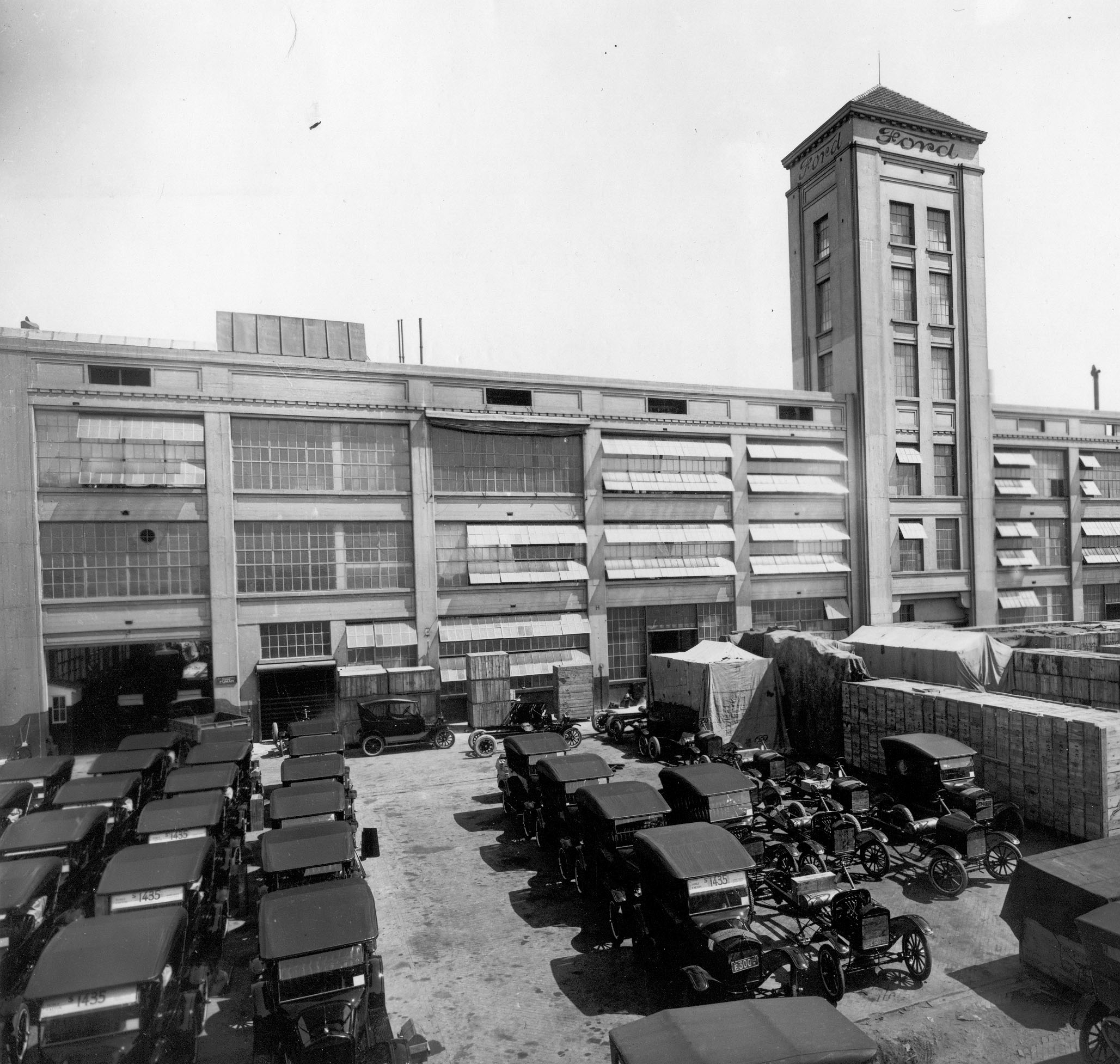
أول مصنع تجميع فورد في لا بوكا، بوينس آيرس، ج. 1921

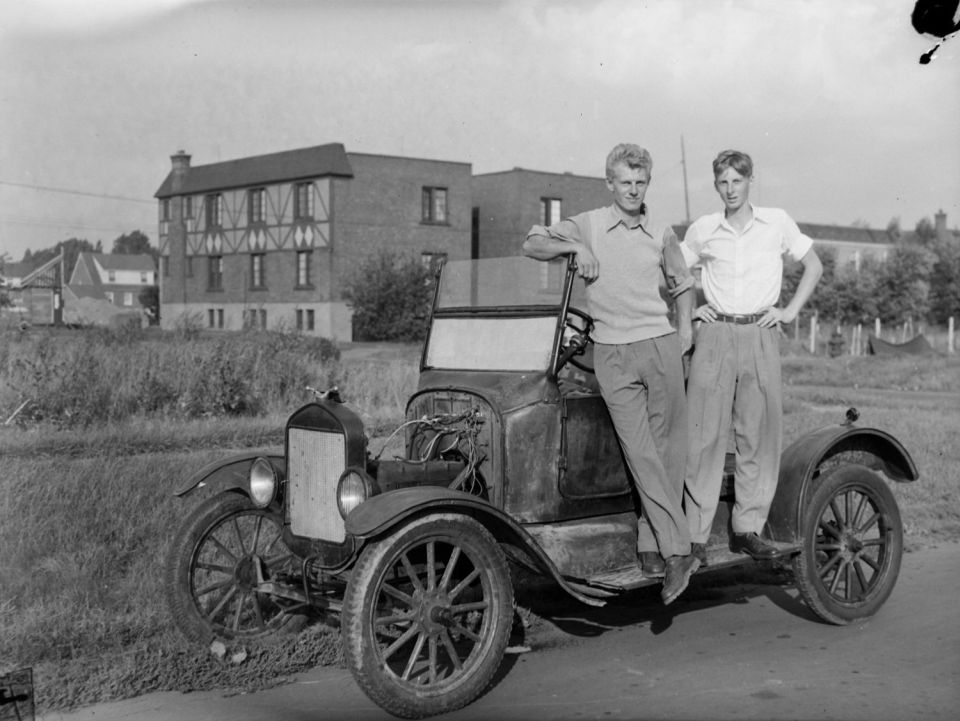
سيارة فورد تي عام 1923 في كندا، تم تصويرها عام 1948

كان فورد موديل تي أول سيارة صنعتها دول مختلفة في وقت واحد، حيث تم إنتاجها في شركة فورد موتور الكندية، كندا، وفي حديقة ترافورد، مانشستر الكبرى، إنجلترا، بدءًا من عام 1911 وتم تجميعها لاحقًا في ألمانيا، الأرجنتين،  فرنسا وإسبانيا والدنمارك والنرويج وبلجيكا والبرازيل والمكسيك واليابان، بالإضافة إلى عدة مواقع في جميع أنحاء الولايات المتحدة. استفادت شركة فورد من مفهوم مجموعة أدوات التدمير تقريبًا منذ بداية الشركة نظرًا لأن تكاليف الشحن والإنتاج من ديترويت كانت تقوم بتجميع سيارات فورد في المراكز الحضرية الكبرى في الولايات المتحدة.
كانت إيروفورد سيارة إنجليزية صنعت في بايزووتر، لندن، من 1920 إلى 1925. لقد كان نموذجًا تي بغطاء محرك وشبكة مميزة ليجعلها تبدو وكأنها تصميم مختلف تمامًا، وهو ما أطلق عليه فيما بعد هندسة الشارة. تم بيع ايروفورد من 288 جنيهًا إسترلينيًا في عام 1920، وانخفض إلى 168-214 جنيهًا إسترلينيًا بحلول عام 1925. كانت متوفرة بمقعدين أو أربعة مقاعد أو كوبيه. [بحاجة لرقم الصفحة]

## الدعاية والتسويق
ابتكرت شركة فورد آلة دعاية ضخمة في ديترويت للتأكد من أن كل صحيفة تحمل قصصًا وإعلانات عن المنتج الجديد. جعلت شبكة وكلاء فورد المحليين السيارة موجودة في كل مكان تقريبًا في كل مدينة في أمريكا الشمالية. جزء كبير من نجاح نموذج فورد تنبع تي من الإستراتيجية المبتكرة التي قدمت شبكة كبيرة من مراكز البيع مما يسهل شراء السيارة. بصفتنا وكلاء مستقلين، نمت الامتيازات الغنية وتم الإعلان عنها ليس فقط فورد ولكن مفهوم السيارات ؛ نشأت نوادي السيارات المحلية لمساعدة السائقين الجدد واستكشاف الريف. كانت فورد حريصة دائمًا على البيع للمزارعين، الذين كانوا ينظرون إلى السيارة كأداة تجارية لمساعدة أعمالهم. ارتفعت المبيعات بشكل كبير - سجلت عدة سنوات مكاسب بنسبة 100٪ عن العام السابق.

## أربعة وعشورن ساعة من لومان
دخل تاجر فورد الباريسي تشارلز مونتييه وصهره ألبرت أوريو نسخة معدلة بشكل كبير من النموذج تي («مونتييه سبيشال») في أول ثلاث وعشرين ساعة من لو مان. لقد احتلوا المركز الرابع عشر في سباق عام 1923 الافتتاحي.

## نوادي السيارات

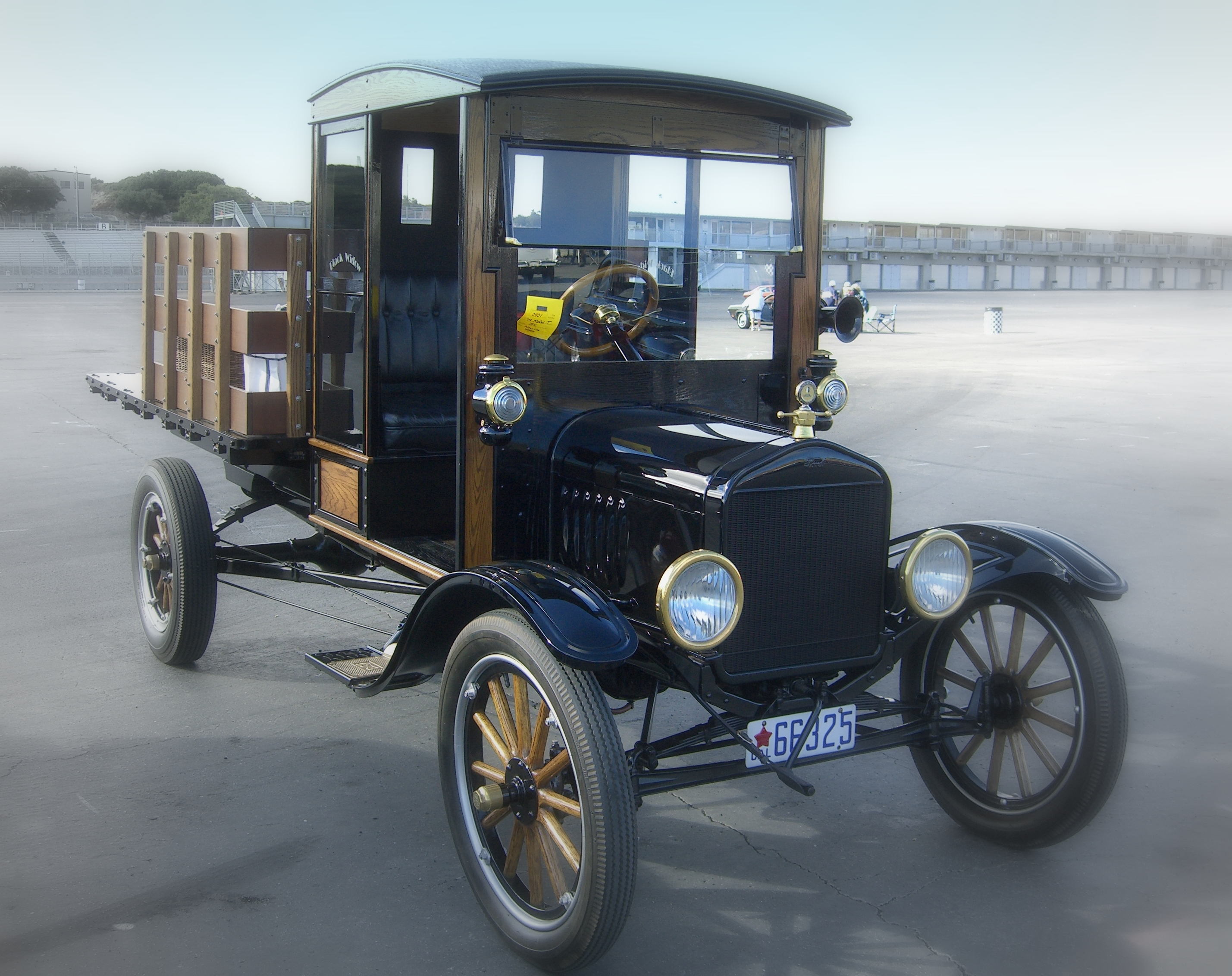
1919 نموذج تي sتيakebed

اليوم، توجد أربعة نوادي رئيسية لدعم الحفاظ على هذه السيارات وترميمها: النموذج نادي تي فورد الدولي،  نادي فورد الأمريكي موديل تي  والأندية المشتركة في أستراليا. مع العديد من فصول النوادي حول العالم، النموذج نادي تي فورد في فيكتوريا  لديه عضوية بعدد كبير من السيارات الأسترالية الفريدة. (أنتجت أستراليا هياكل السيارات الخاصة بها، وبالتالي حدثت اختلافات كثيرة بين السيارات السياحية الأسترالية  والسيارات الأمريكية / الكندية.) في المملكة المتحدة، النموذج احتفلت شركة تي فورد ريجستر في بريطانيا العظمى بالذكرى الخمسين لتأسيسها في عام 2010. العديد من نماذج الصلب لا تزال أجزاء تي تُصنع حتى اليوم، وحتى يتم إنتاج نسخ طبق الأصل من الألياف الزجاجية لأجسامها المميزة، والتي تشتهر بقضبان تي-بوكيت الساخنة (كما تم تخليدها في أغنية ركوب الأمواج جان ودين «بوكيت تي»، والتي تم تسجيلها لاحقًا بواسطة ذا هو).[بحاجة لمصدر] في عام 1949، بعد أكثر من عشرين عامًا من نهاية الإنتاج، تم تسجيل 200000 نموذج تسري في الولايات المتحدة.  في عام 2008، قدر أن ما يقرب من 50000 إلى 60.000 من طراز فورد موديل تيs لا تزال صالحة للسير على الطريق.

## في وسائل الإعلام الشعبية
- ظهرت سيارة فورد موديل تي عام 1920 في فيلم هارولد لويد الكوميدي القصير «جيت أوت آند جيت آندر» عام 1920.
- كانت فورد موديل تي هي السيارة المفضلة للثنائي الكوميدي ستان لوريل وأوليفر هاردي. تم استخدامه في معظم أفلامهم القصيرة والروائية.
- في عام 1966، ابتكر مؤلفا الكتاب الهزليان البلجيكيان موريس تيليو وفرانسيس مغامرات كوميدية لشخصية تدعى مارك ليبوت ونموذج ت.
- شريط فكاهي بلجيكي آخر وهو «بيت بينتر وبيرت بيبر»، لديه أبطال يقودون نموذجًا تي في القصص المبكرة. يتنقلون لاحقًا مع الزمن ويتحولون إلى سيارات أكثر حداثة، ولكن دائمًا بواسطة فورد.
- إن عبارة «اذهب إلى طريق الخردة» هي تعبير عام يشير إلى تراجع منتج أو عادة أو معتقد أو سلوك شائع والقضاء عليه باعتباره بقايا تاريخية عفا عليها الزمن تم استبدالها بشيء جديد.[69][70][71]
- في عالم جديد شجاع لألدوس هكسلي، يعتبر هنري فورد شخصية مسيانية، وقد تم اقتطاع الصلبان المسيحية إلى تي إس، وتسمى المركبات «فليفرز» (من إشارة عامية إلى الموديل تي). علاوة على ذلك، يتم تحويل التقويم إلى نظام AF («بعد فورد»)، حيث يبدأ التقويم (AF 1) مع تقديم النموذج ت (1908 م). العبارة المشهورة «الله في جنته، كل شيء على ما يرام مع العالم» (التي نشأت من بيبا باسيس لروبرت براوننج) تم تغييرها إلى فورد في فليفر، كل شيء على ما يرام مع العالم.
- في عام 1953، تم بث عرض الذكرى الخمسين لفورد على الهواء مباشرة على هيئة الإذاعة الوطنية (NBC) وسي بي إس (CBS) وجذب 50 مليون مشاهد. قدم إدوارد آر مورو رسمًا فكاهيًا يظهر فيه الدمى «كوكلا وفران وأولي» يقودون ويغنون في طراز فورد تي السيارات. يتضمن المقطع أيضًا مقاطع من النموذج تي في الأفلام الصامتة، بما في ذلك أفلام هارولد لويد وشرطة كيستون الكوميدية. ثم استعرض مورو تاريخ النموذج تطوي رتي وفورد لخط التجميع. بعد أربعين عامًا من البث، أشار الناقد التلفزيوني توم شالز إلى ما تم بثه عام 1953 باعتباره «معلمًا في التلفزيون» و «علامة فارقة في الحياة الثقافية في الخمسينيات من القرن الماضي».[72]
- يلعب الموديل تي دورًا مميزًا في كوميديا الخيال العلمي والت ديزني «أستاذ شارد الذهن»، حيث تطير السيارة الكلاسيكية.
- في حلقة عام 1964 من مسلسل هازل، برعاية فورد وعرض نماذج الشركة الحالية في القصص، استحوذت هازل على موديل 1920 تي.
- للمسلسل الهزلي 1965-66 ماي موذير ذا كار، موديل عام 1924 تم تعديل تي لتمثيل السيارة الخيالية «1928 بوتر» التي تجول في المعرض.
- تعتمد ليزي من امتياز كارز على طراز فورد لعام 1923 تي كوبيه.[73]
- في سلسلة التاريخ البديل النصر الجنوبي من قبل هاري ترتليدوف، النموذج كانت تي هي السيارة الأكثر شهرة في الولايات المتحدة قبل الحرب العظمى. كان مرغوبًا جدًا لدرجة أنه تم تصديره إلى الولايات الكونفدرالية، التي فازت في الحرب الأهلية الأمريكية في عام 1862. ومع ذلك، أثبت نموذج تي إس في الكونفدرالية أنه من الصعب الحفاظ عليه حيث لم يتم بناء أي منها محليًا. خلال الحرب العظمى، خدم العديد من طرازات تي إس كسيارات أركان للجنرالات والضباط الأمريكيين.
- أرشي أندروز من آرتشي كومكس قاد نموذج عام 1916 تي من عام 1941 (عندما كان عمر هذه السيارة 25 عامًا) حتى عام 1983.
- في رسم كاريكاتوري دونالد داك عام 1947، مساحات مفتوحة واسعة، تم سحق سيارة دونالد (بناءً على سيارة بويك رودماستر عام 1947) بواسطة صخرة كبيرة وتم تشكيلها بطريقة ما في طراز تي.
- في جيري أندرسون الخدمة السرية، موديل فورد تم استخدام تي بانتظام في العرض.

## معرض الصور

### التسلسل الزمني للنموذج تي

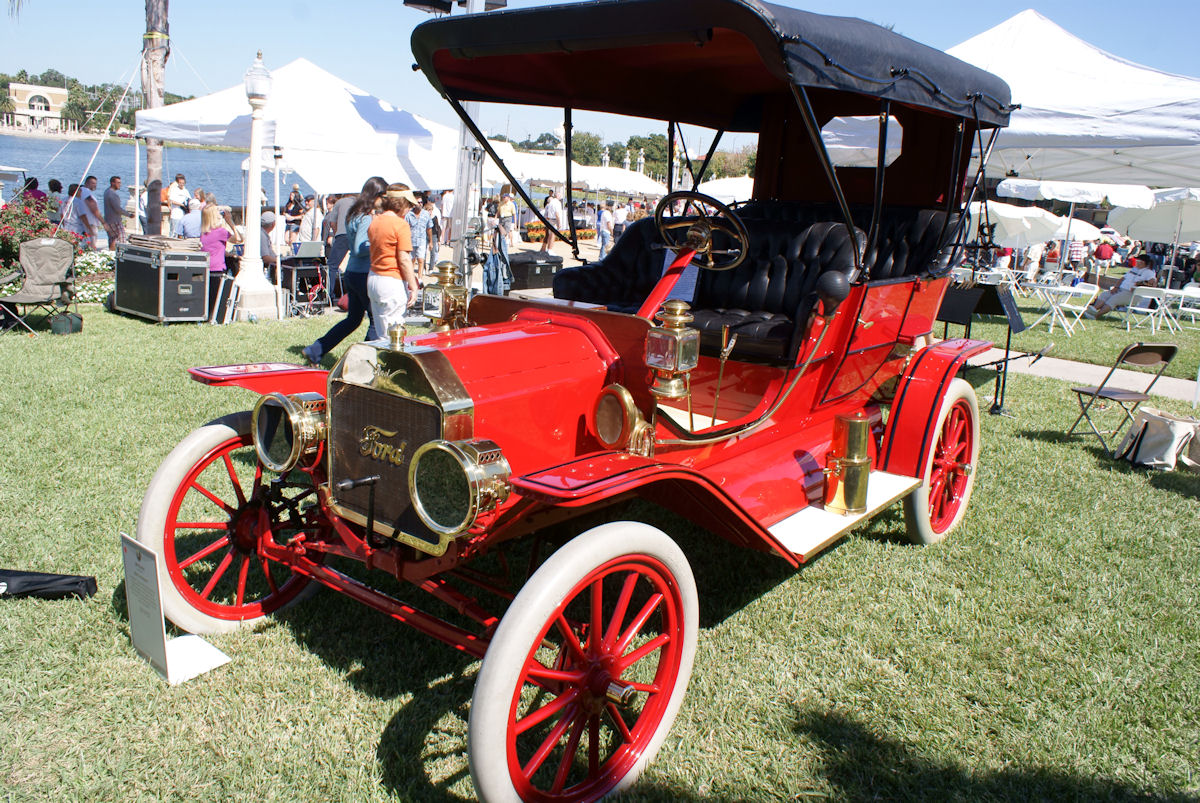
1909 جولة (مثال مبكر للغاية مع تحكم ثنائي الدواسة وذراعان)
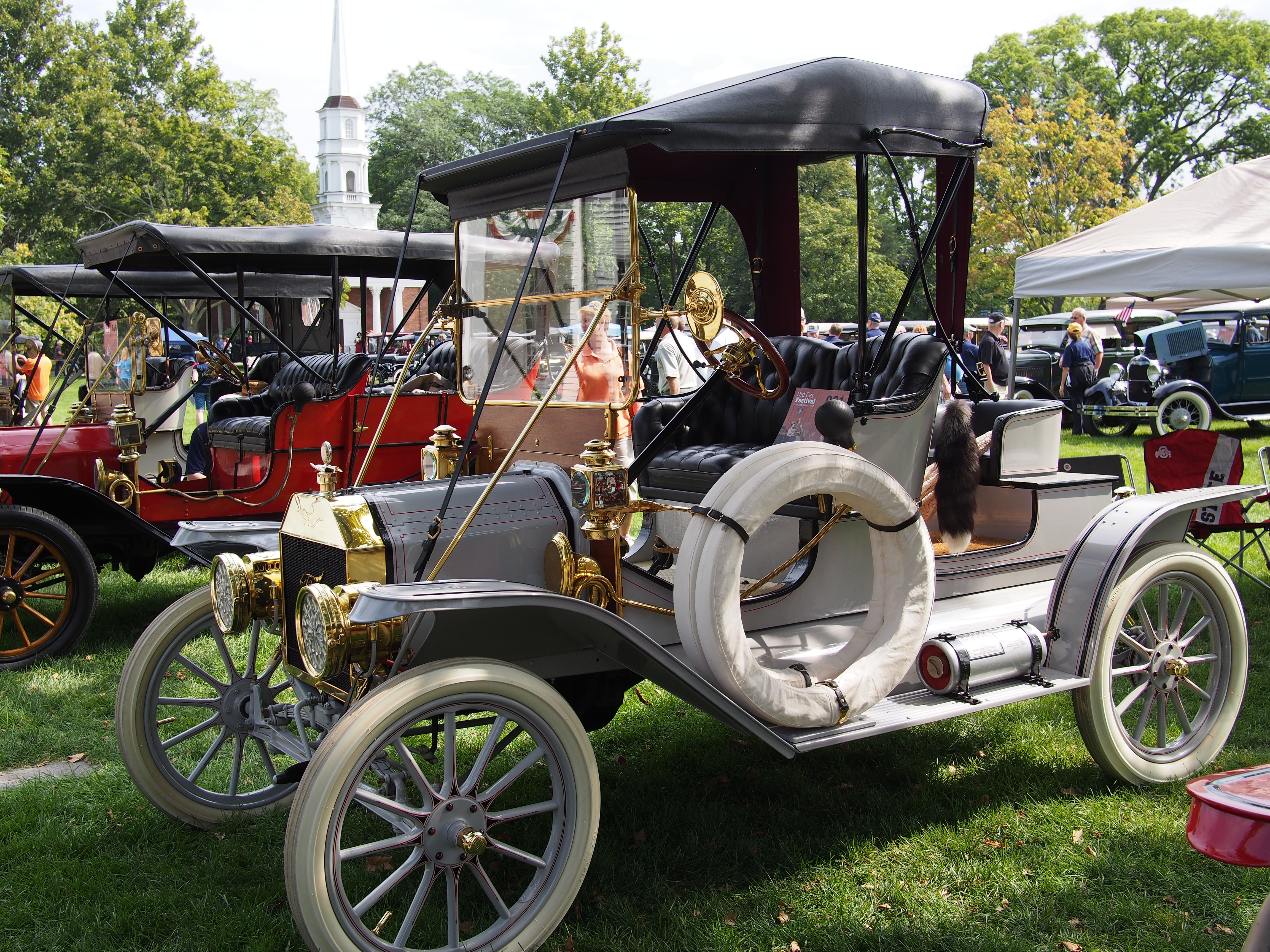
1909 رودستر
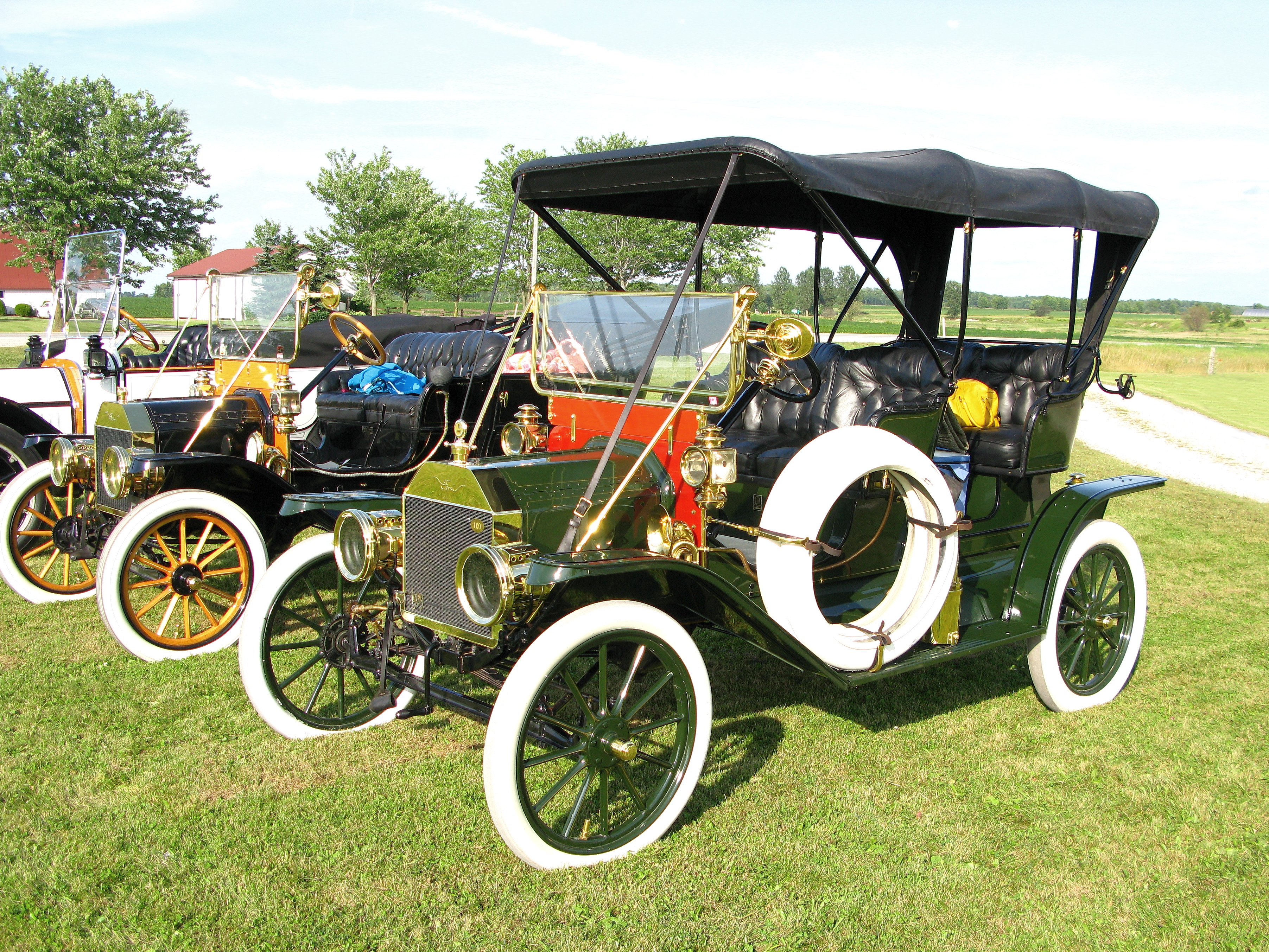
1909 طرابوط (مثل التجول ولكن بدون أبواب خلفية)
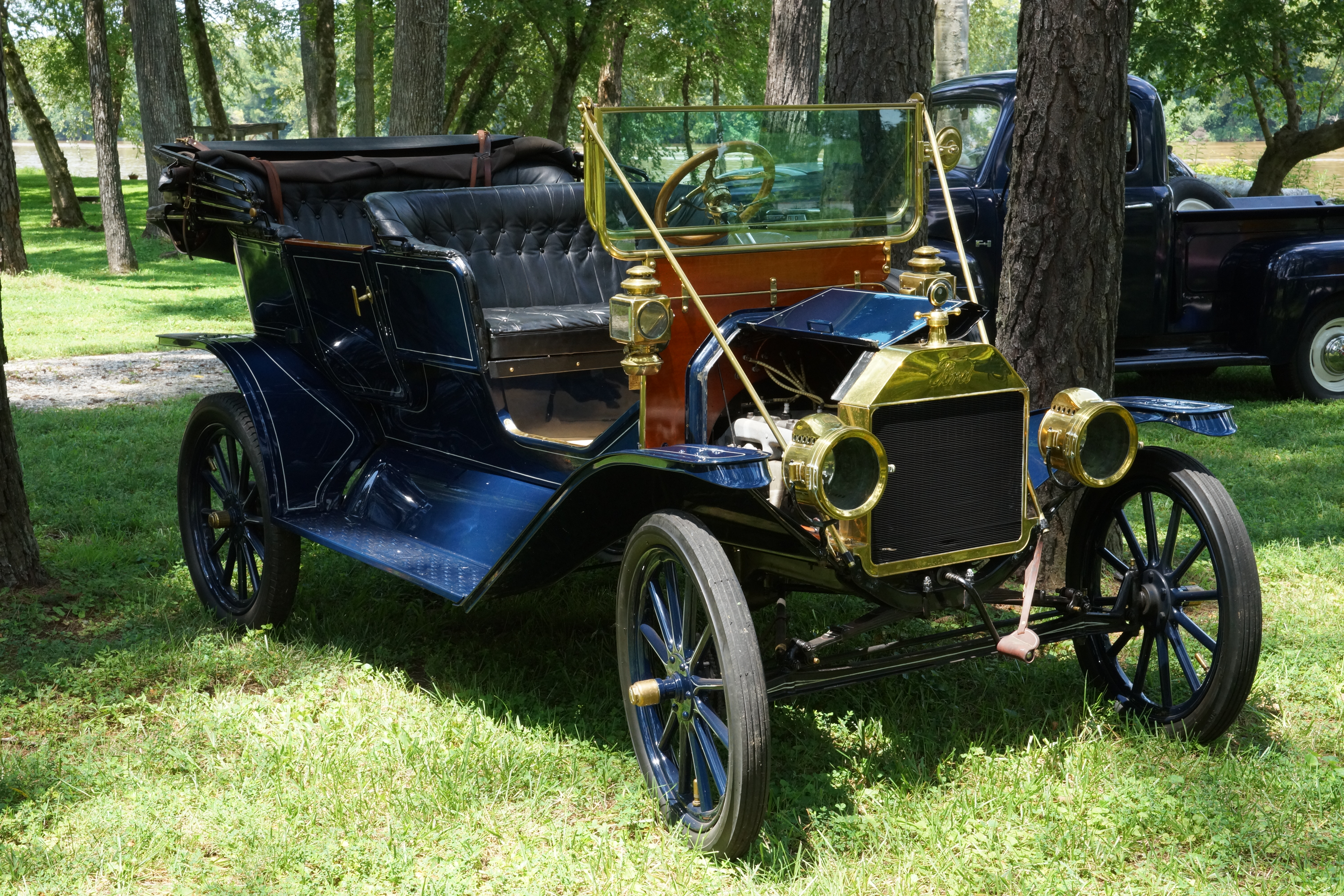
1911 بجولة
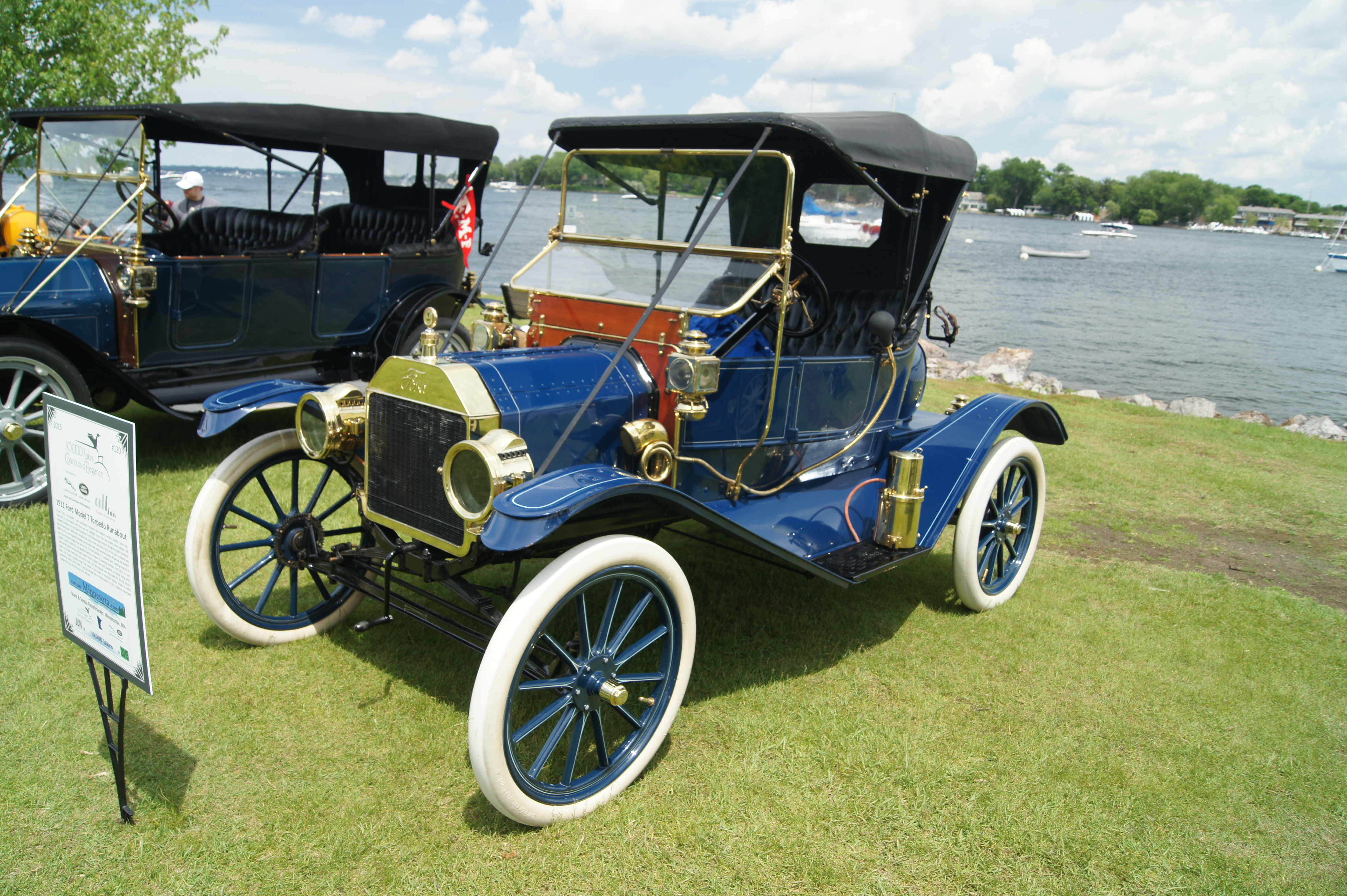
1911 طوربيد متجول
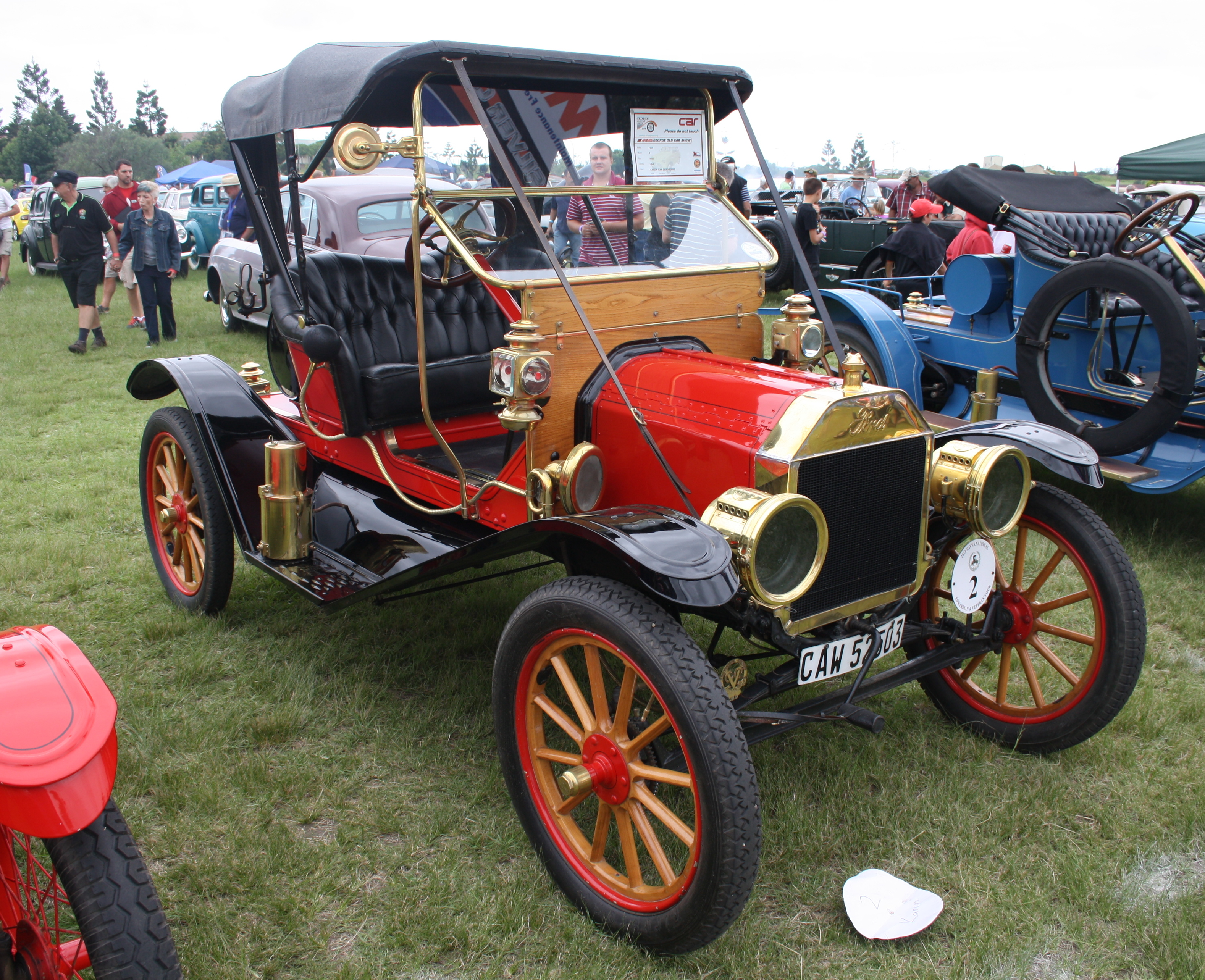
1911 افتح Runabout
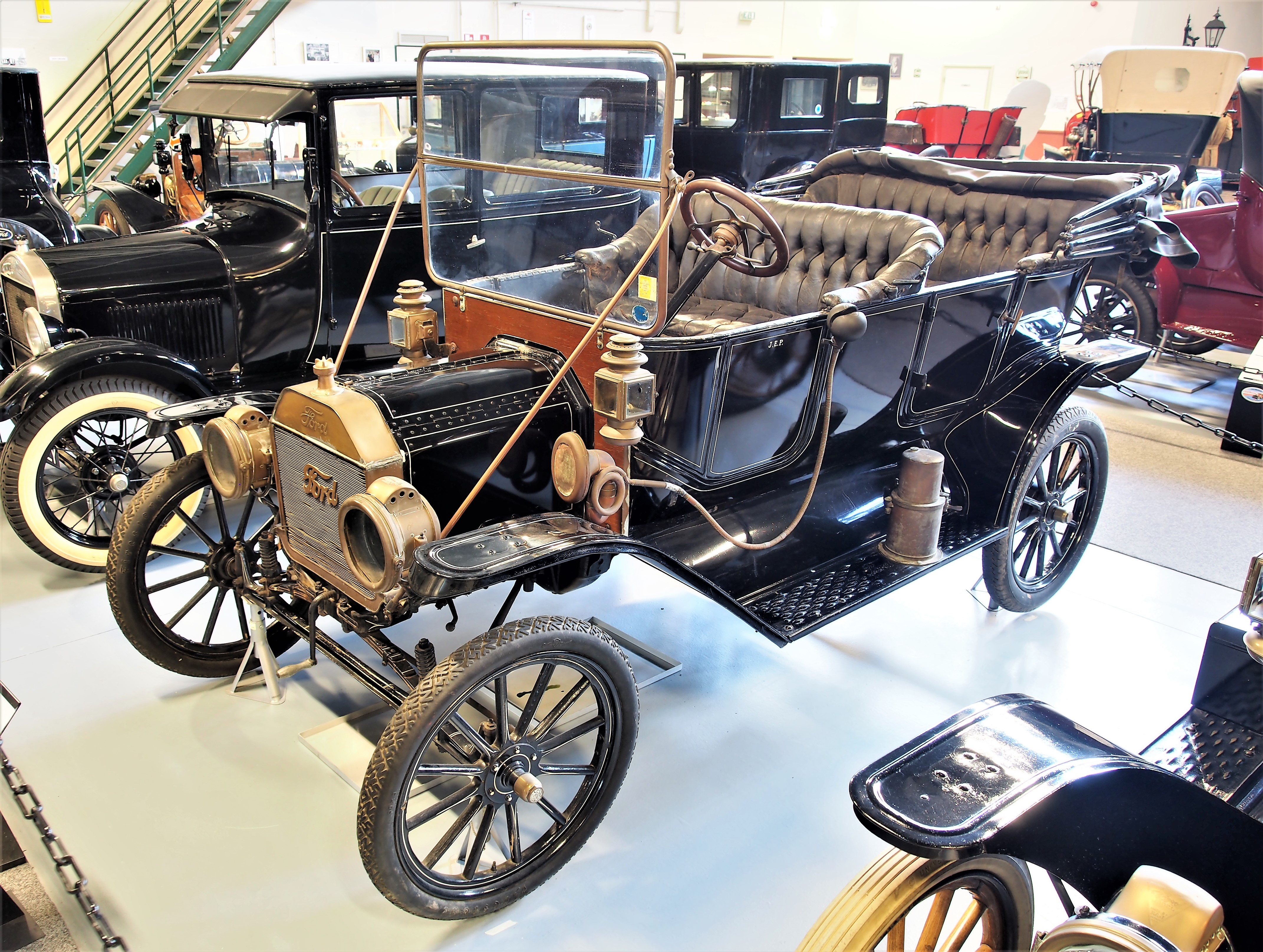
1912 بجولة
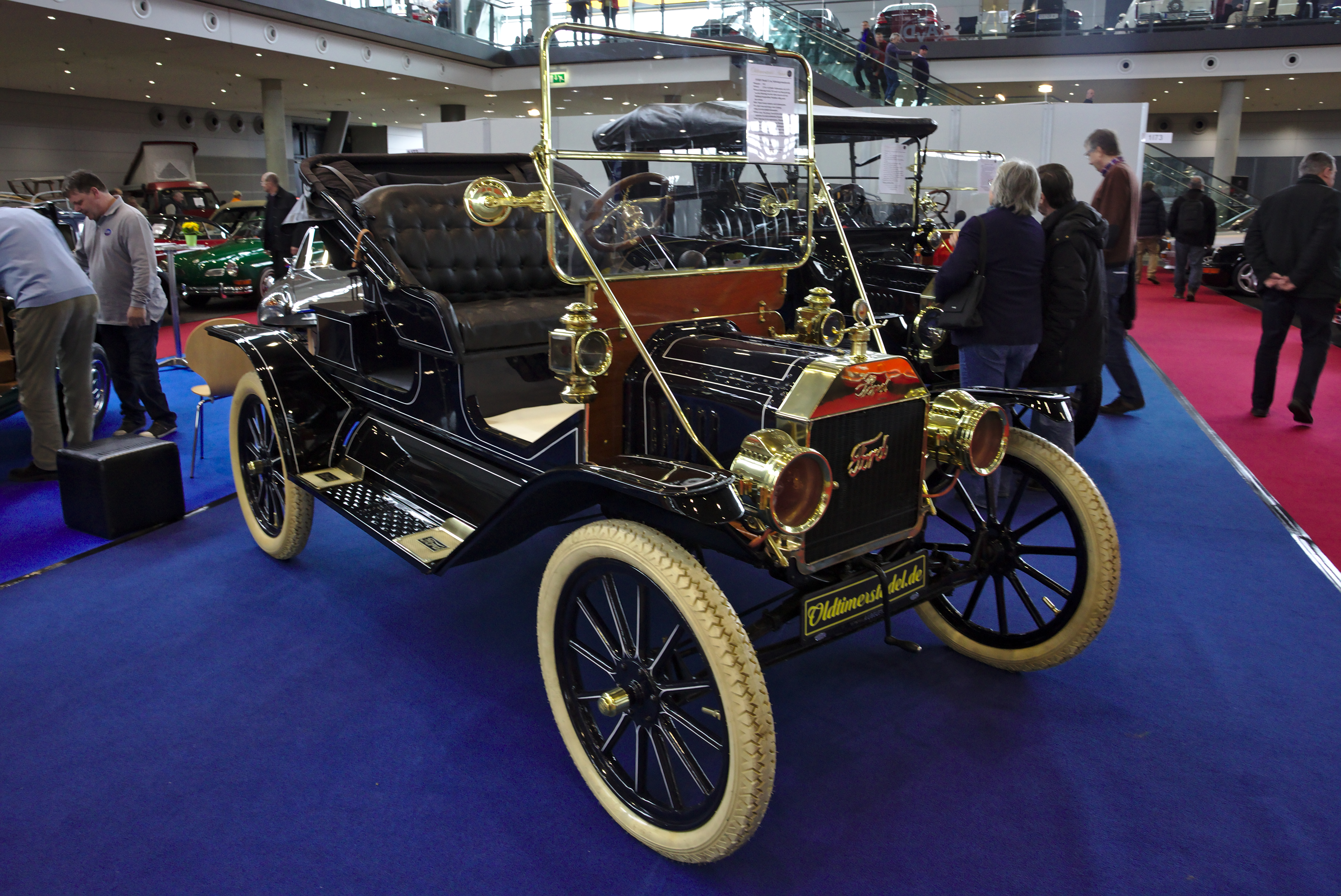
1912 رودستر تجارية
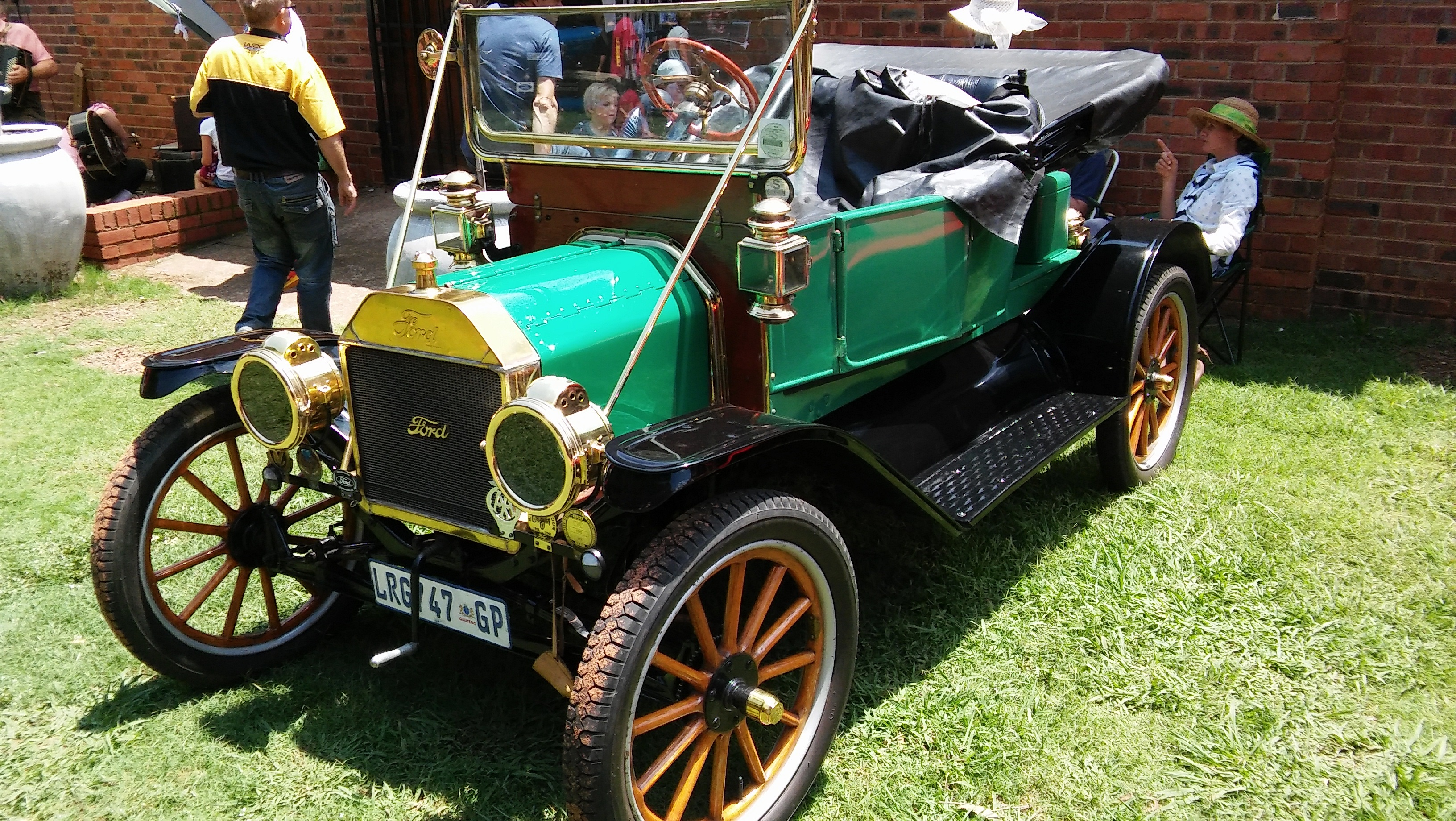
1912 طوربيد متجول
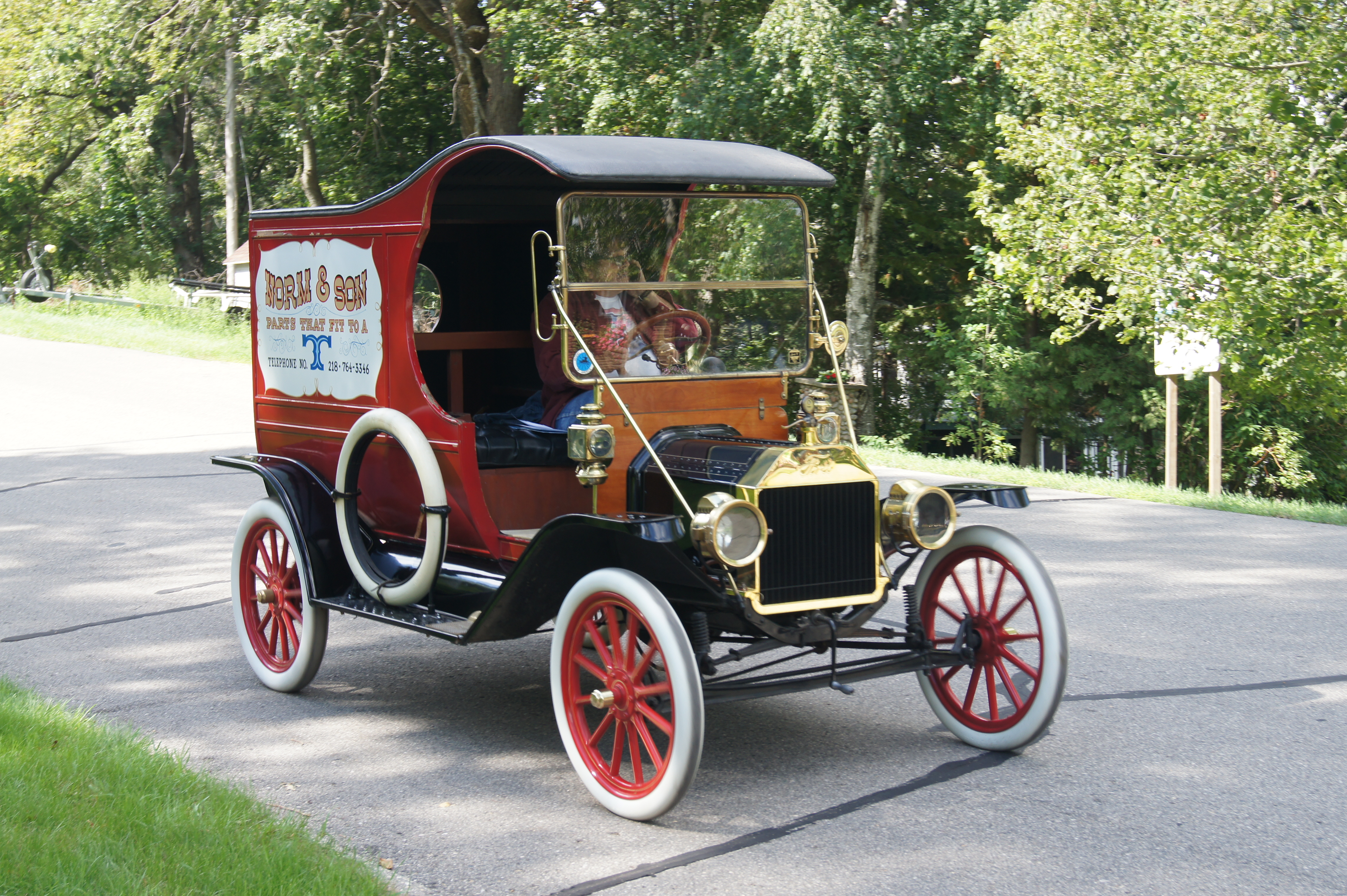
سيارة توصيل 1912
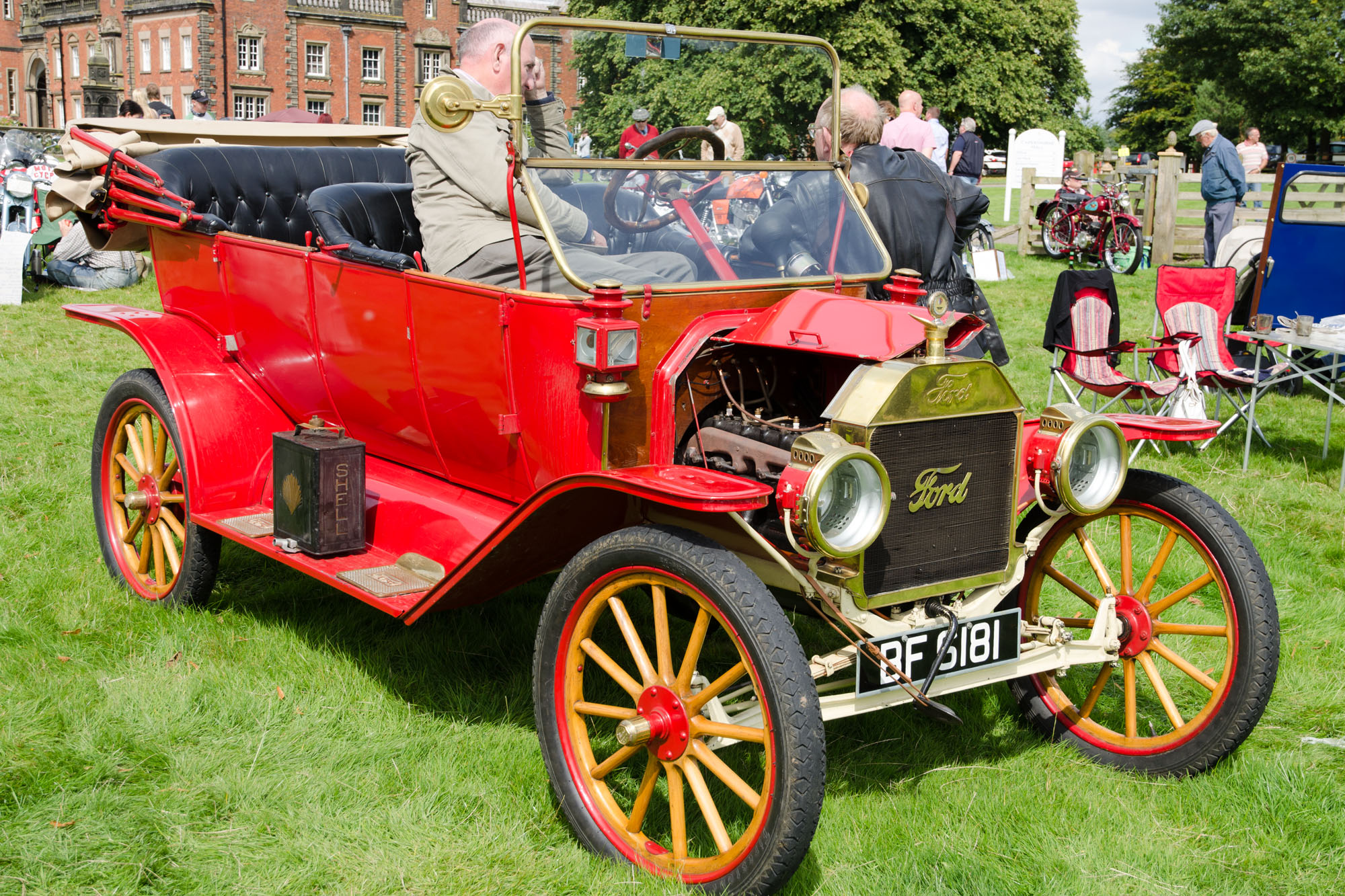
1913 بجولة
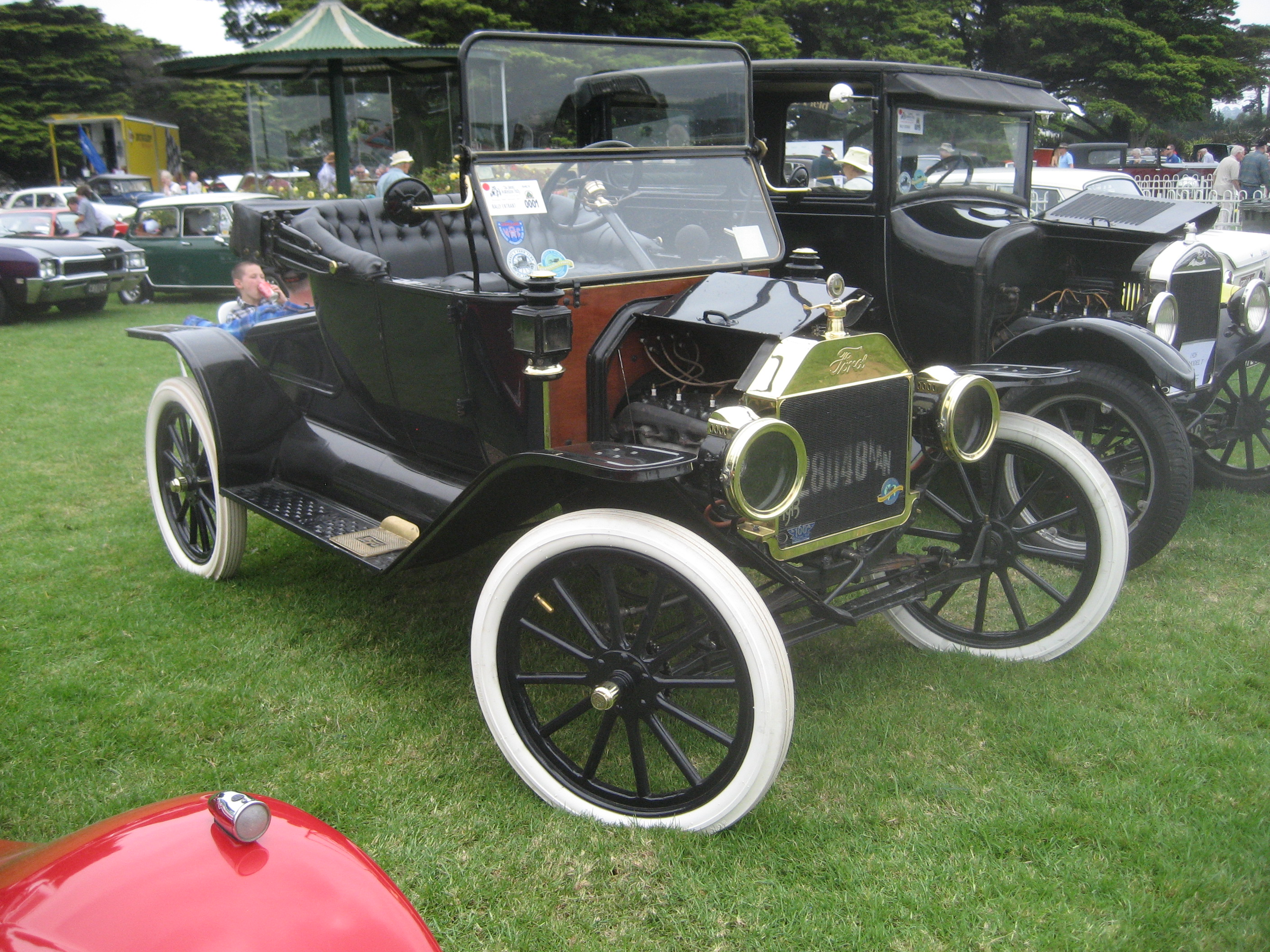
1913 المتجول
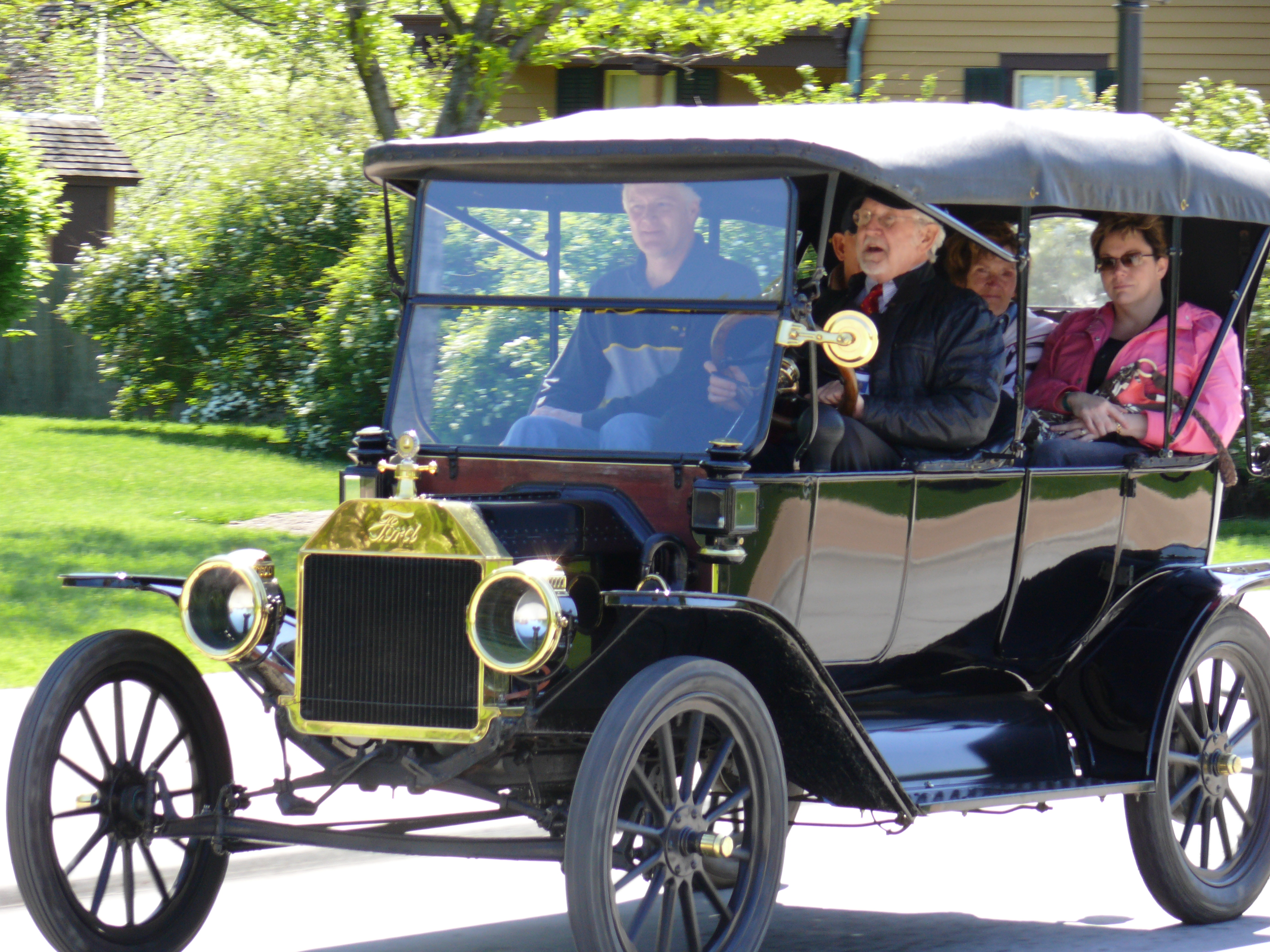
1914 بجولة
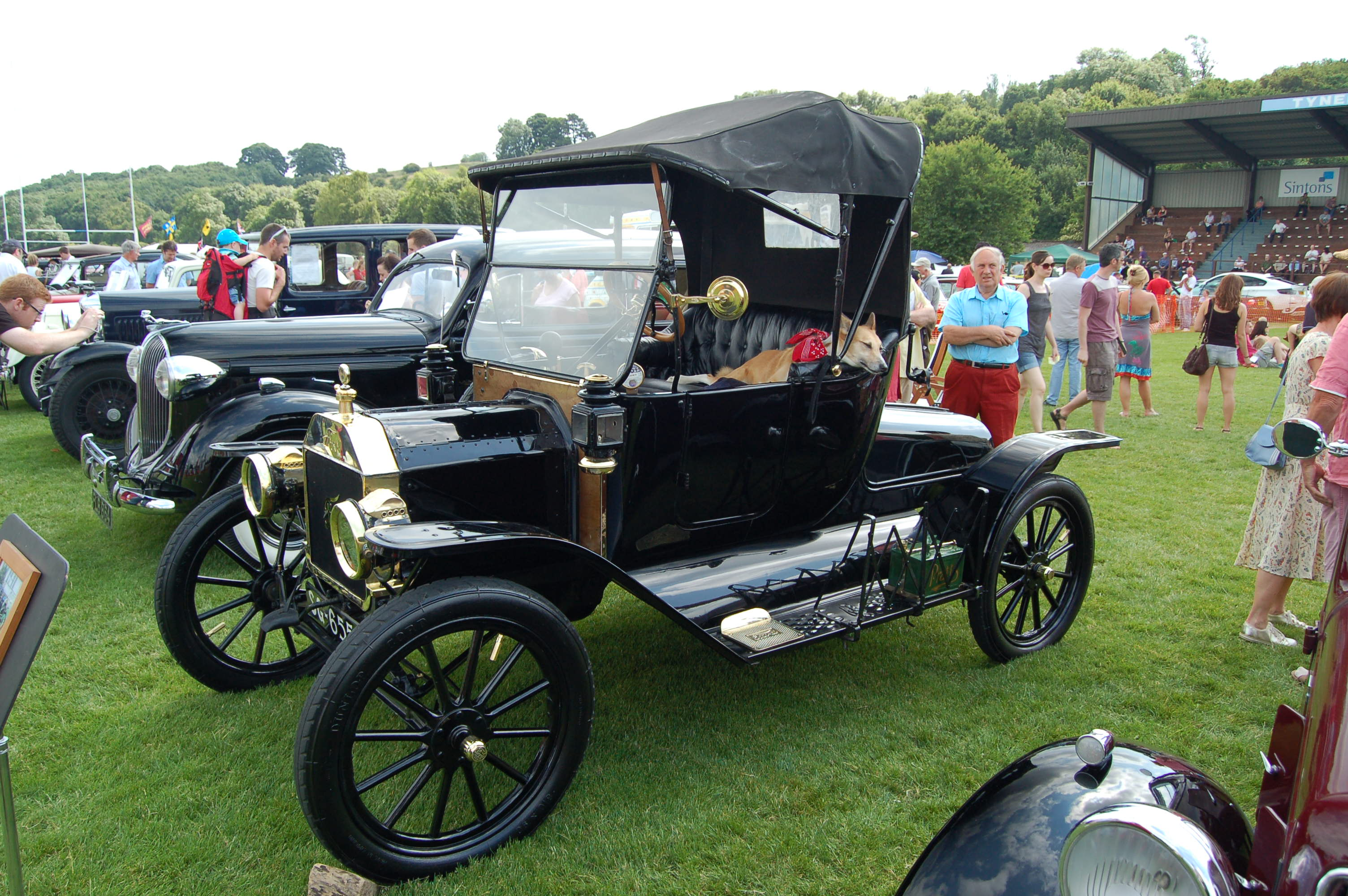
1914 المتجول
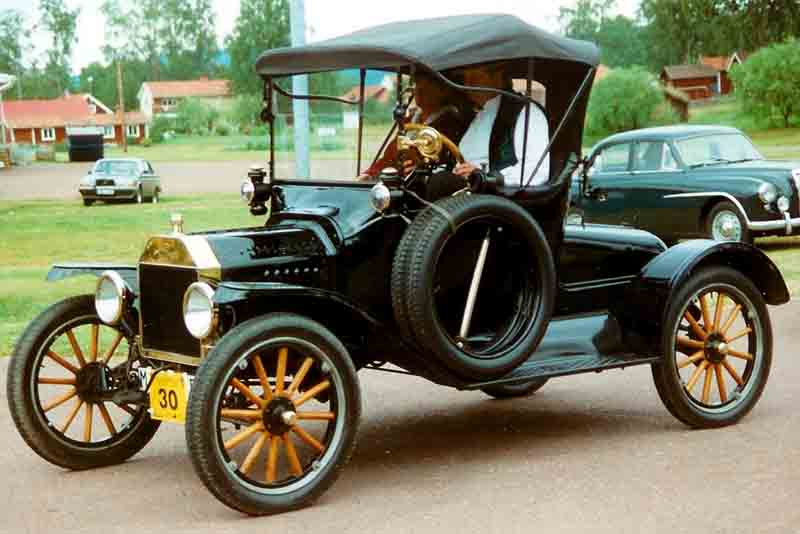
1915 Runabout - مع لوحة القلنسوة المنحنية
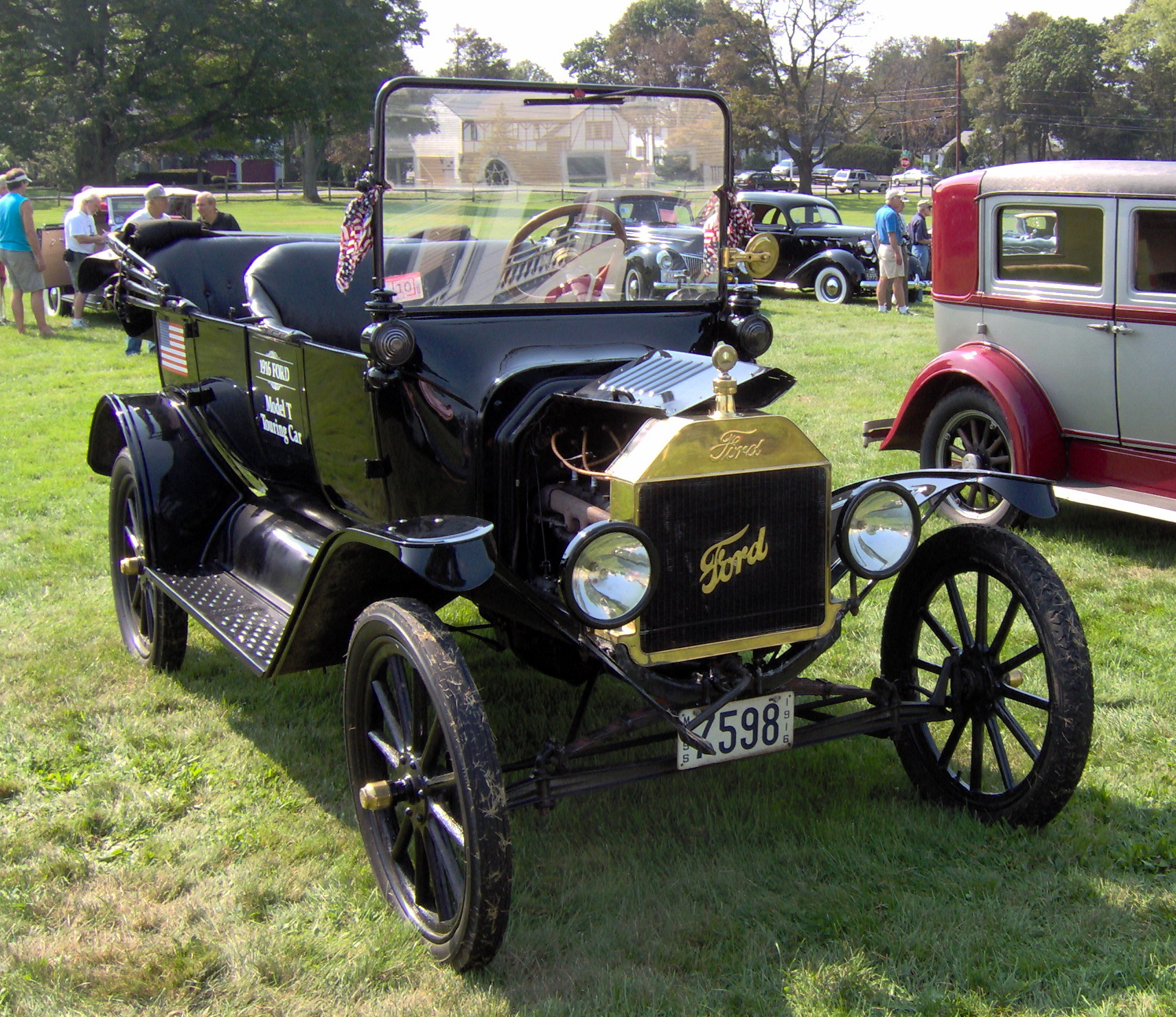
1916 بجولة
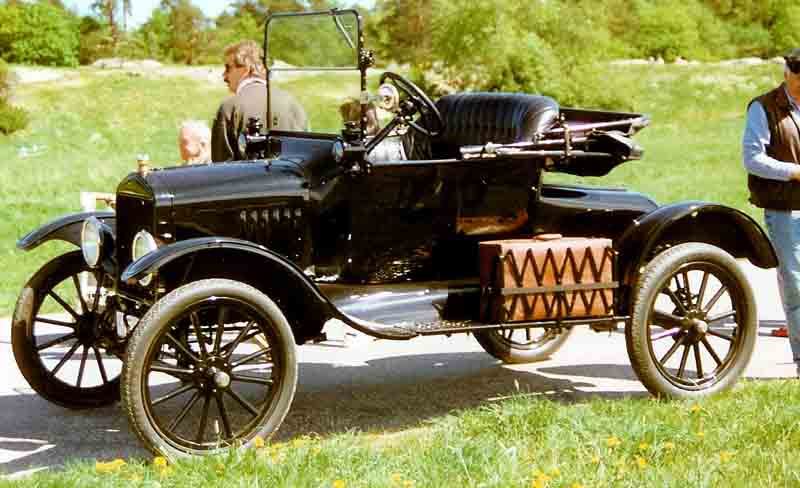
1917 Runabout - بغطاء محرك منحني جديد يتطابق مع لوحة القلنسوة
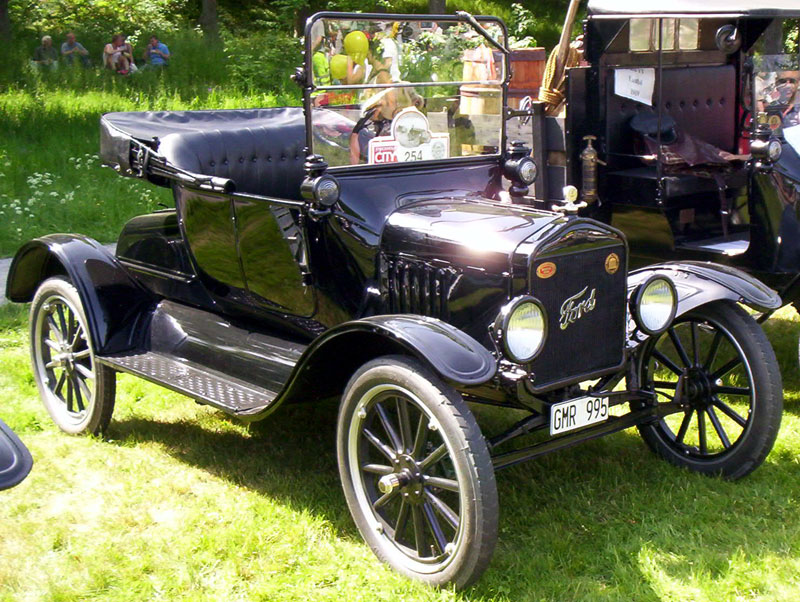
1919 المتجول
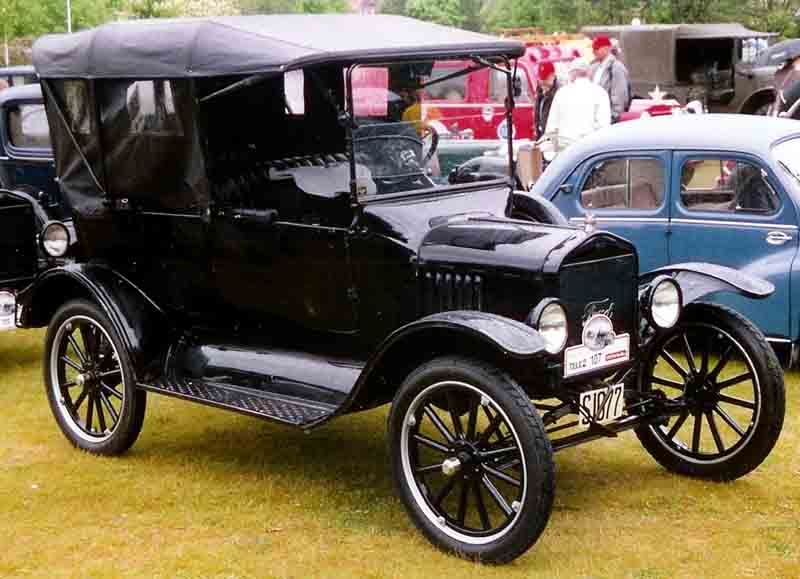
1920 بجولة
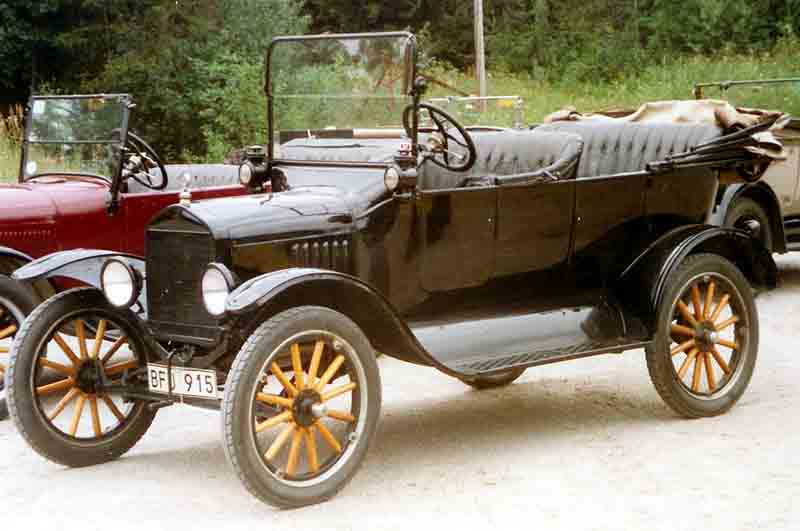
1921 بجولة
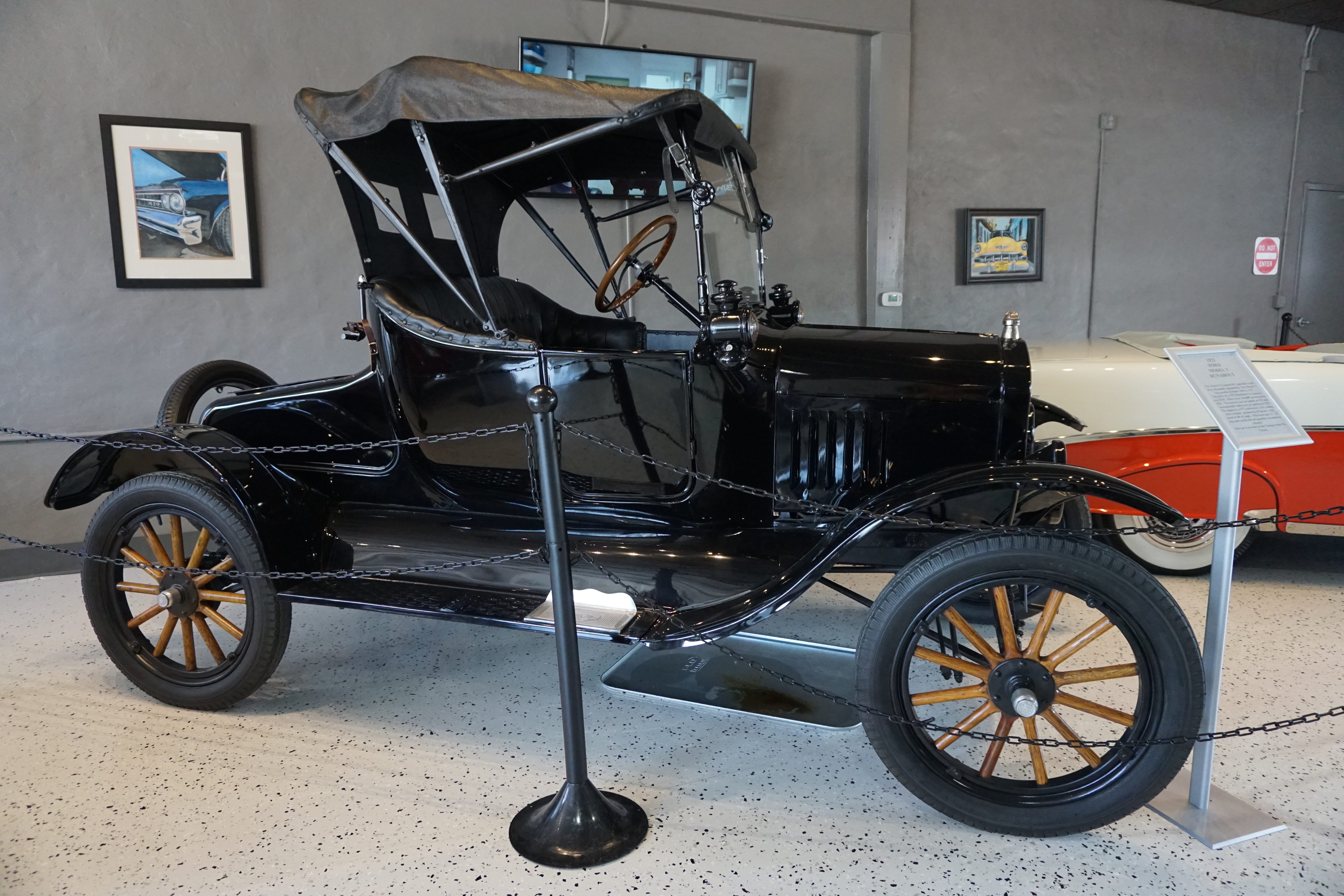
1922 متجول
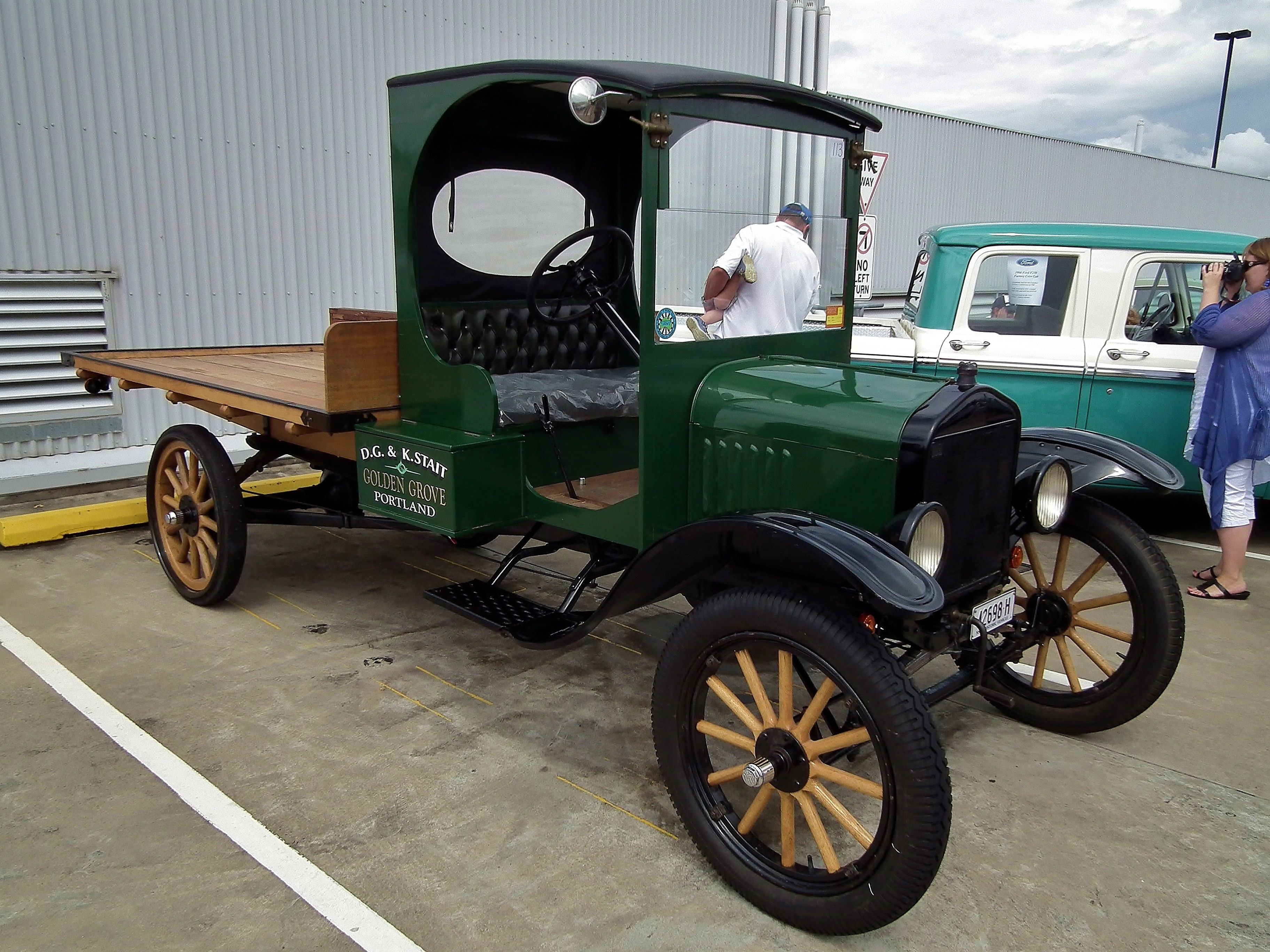
1922 شاحنة مسطحة
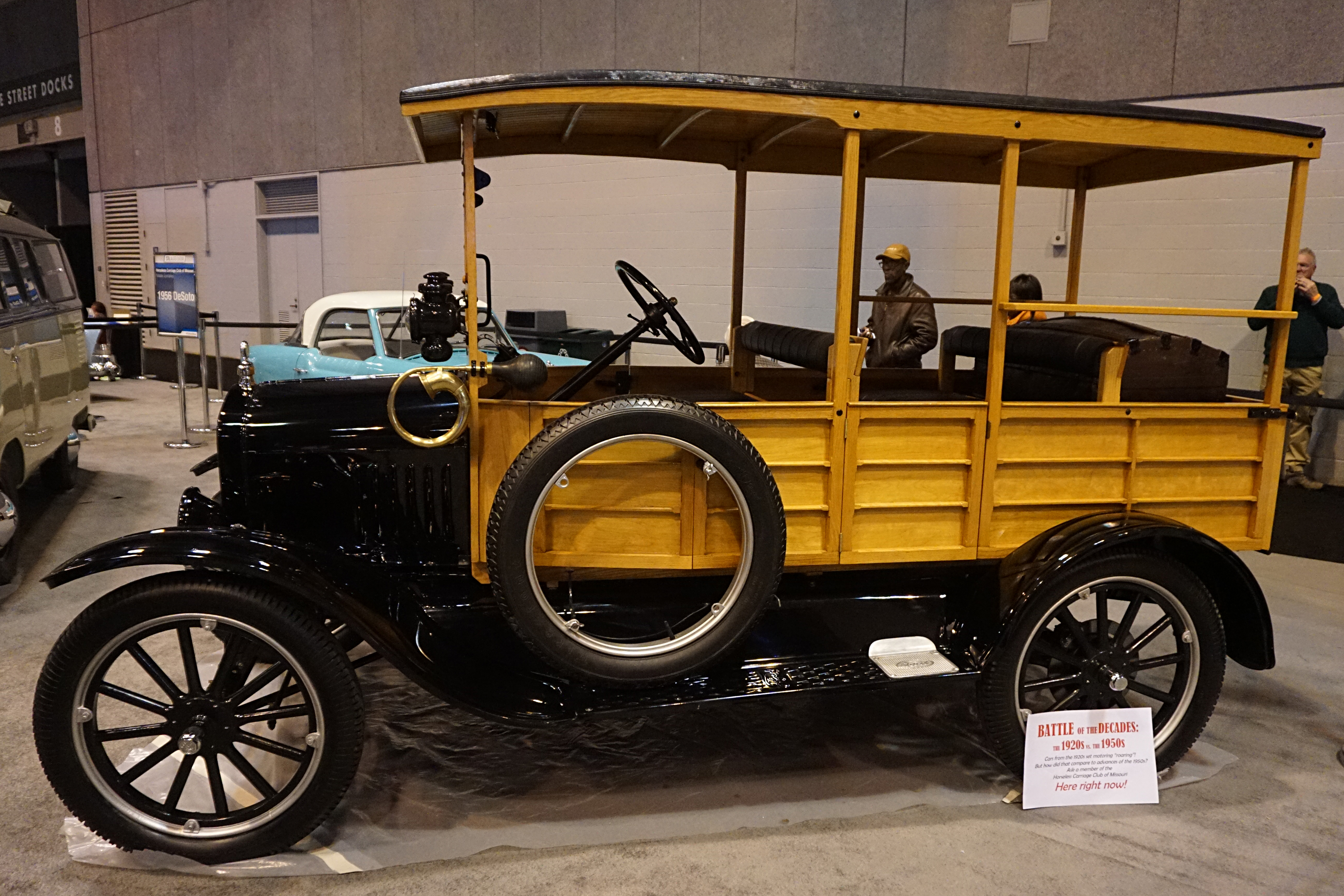
1923 فورد موديل تي ديبوت هاك
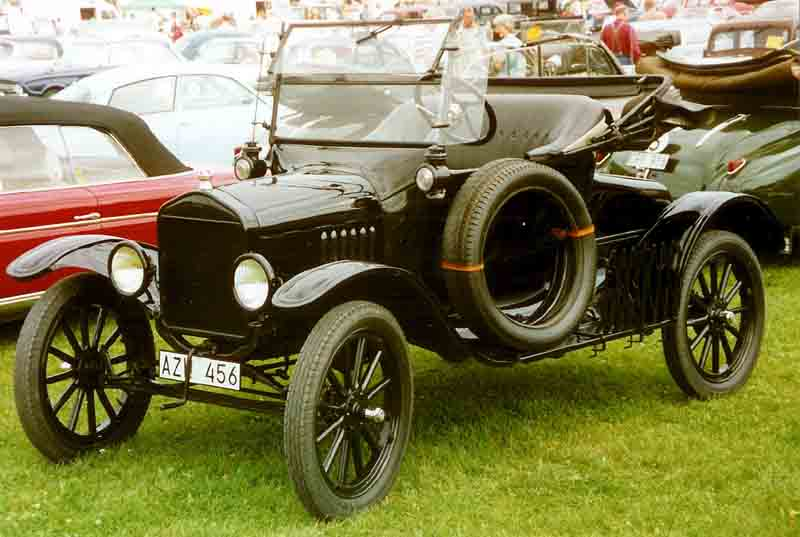
1923 Runabout (نموذج 23 المبكر)
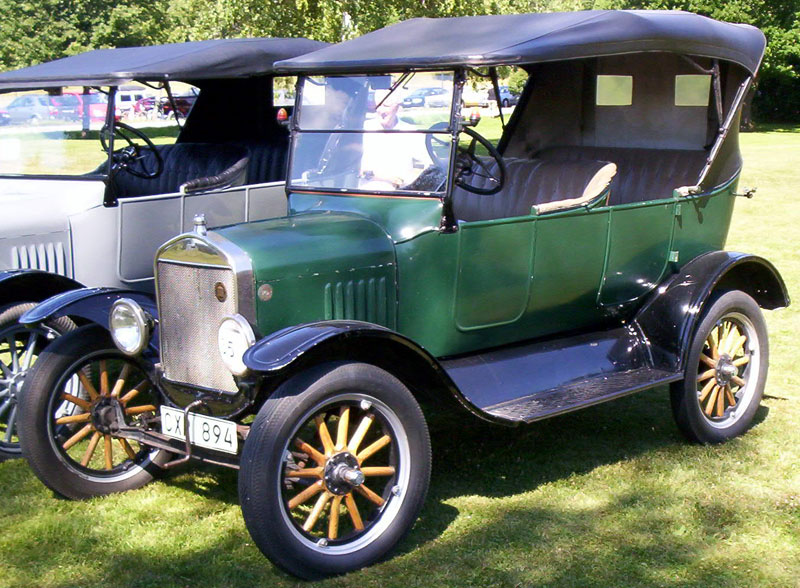
جولة عام 1924 - بغطاء محرك أعلى ولوحة طربوش أقصر قليلاً - كانت طرازات أواخر عام 1923 متشابهة
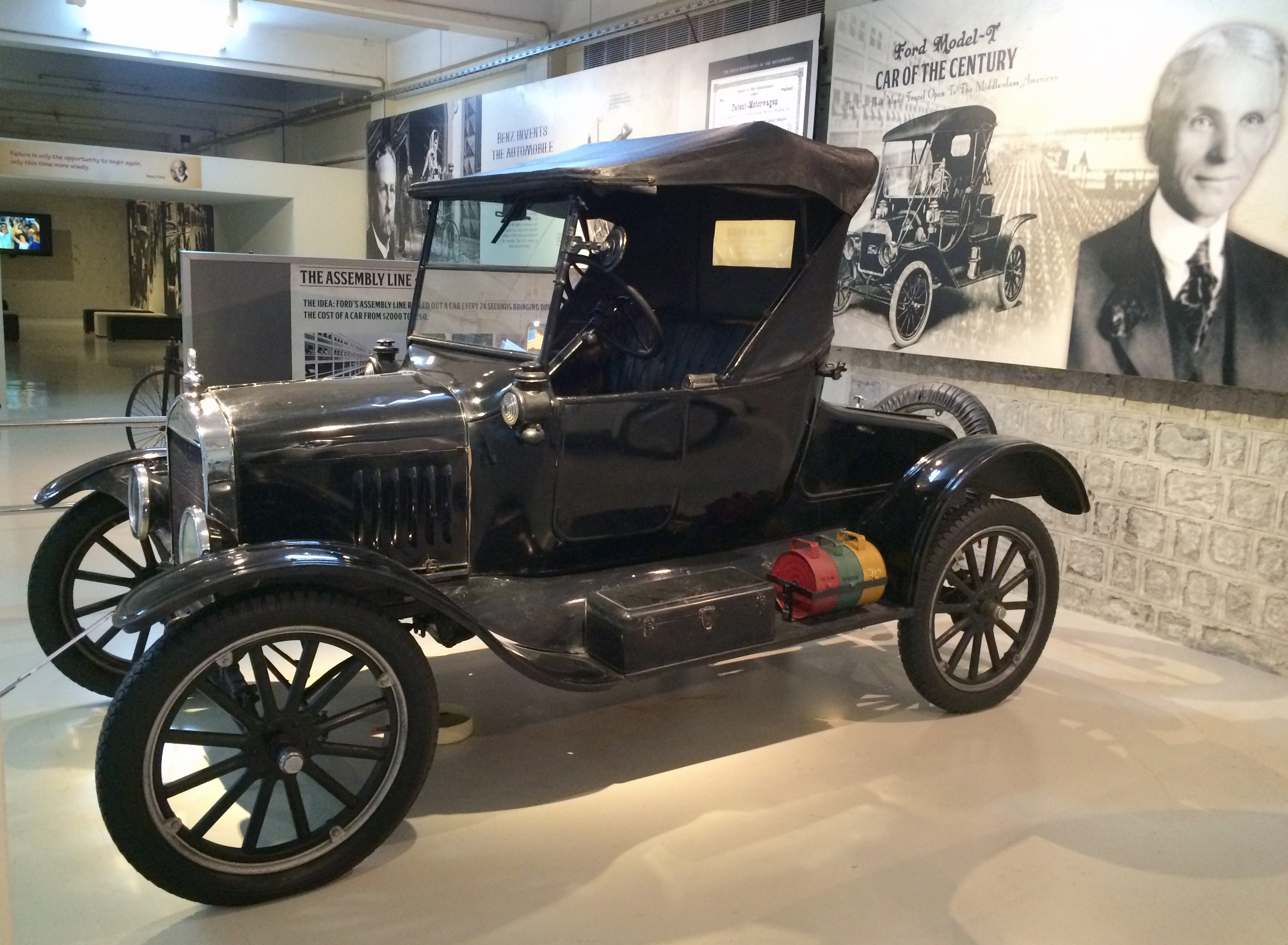
1924-1925 ركض
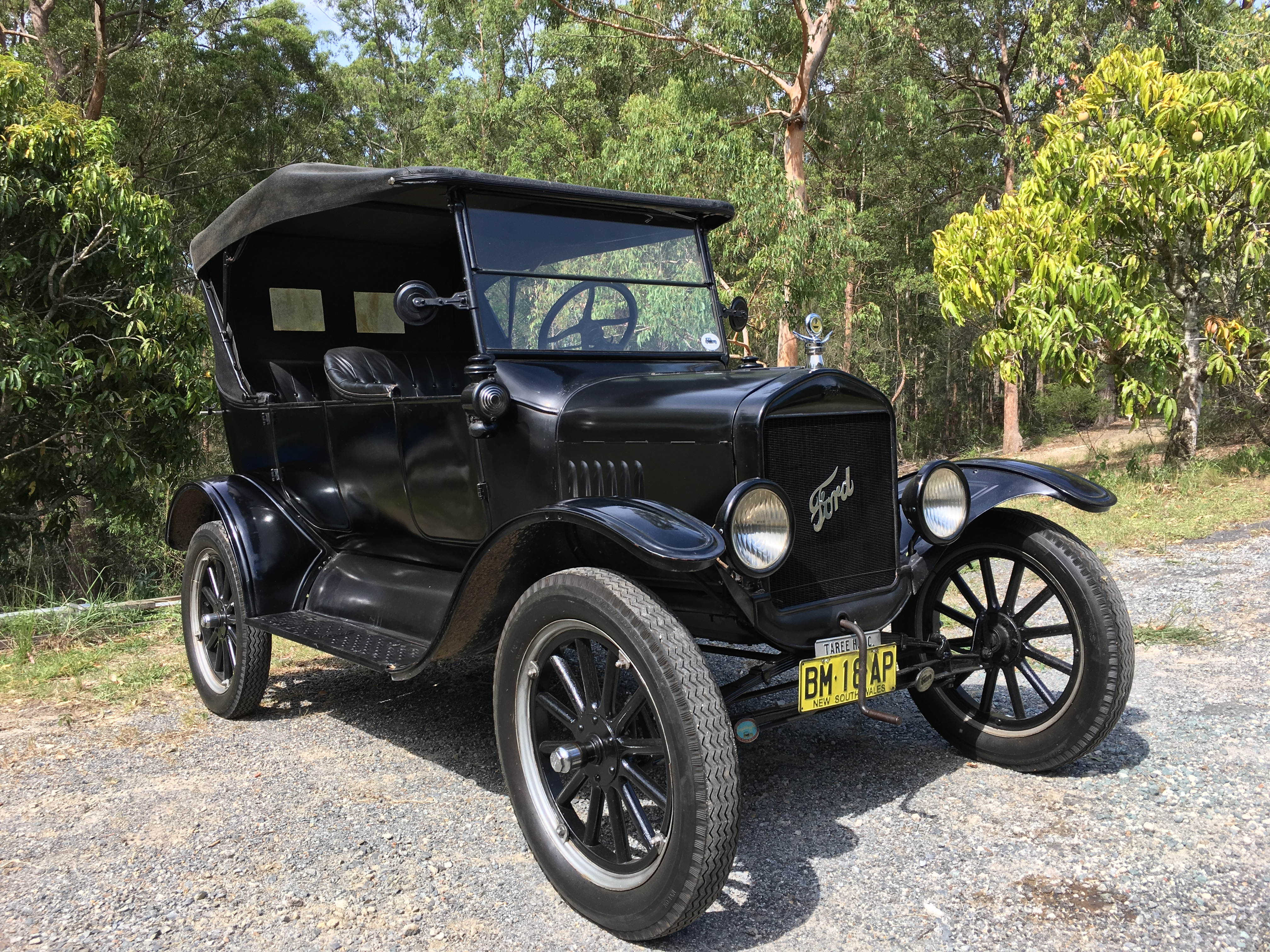
جولة عام 1925 - مع إطارات البالون والحافات المنقسمة ، إضافات اختيارية لتلك الفترة.
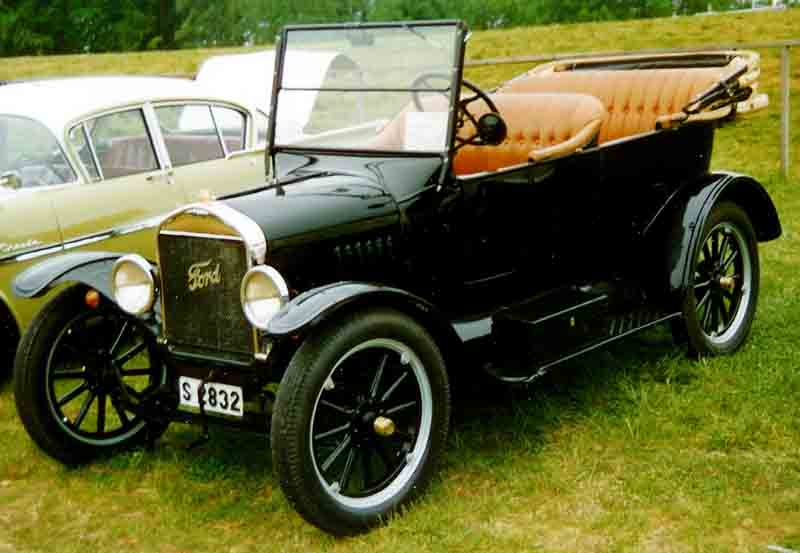
1925 بجولة
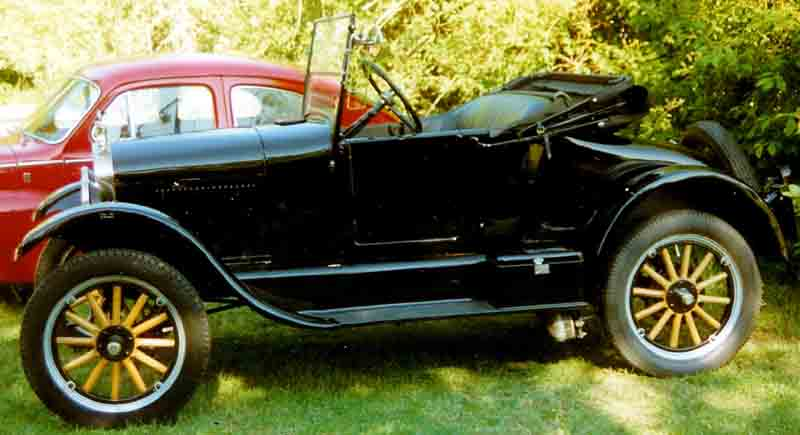
1926 Runabout - بغطاء محرك أعلى ولوحة قلنسوة أطول
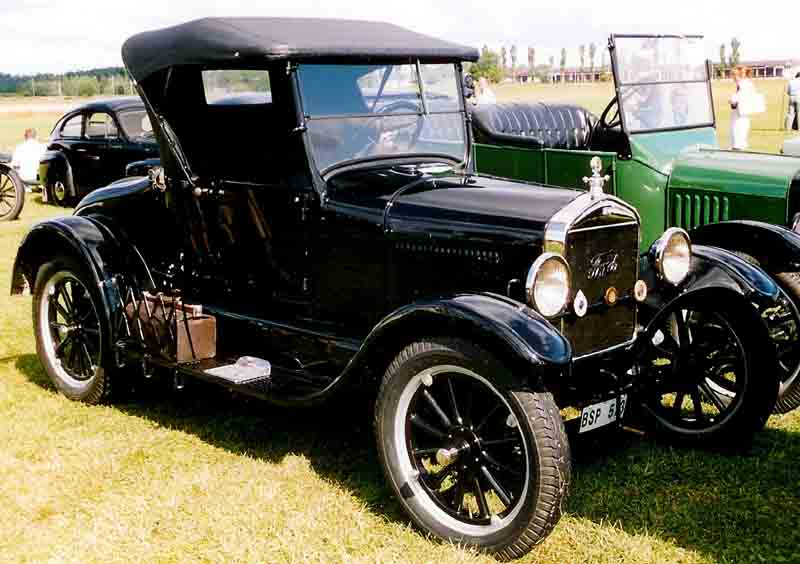
1927 المتجول
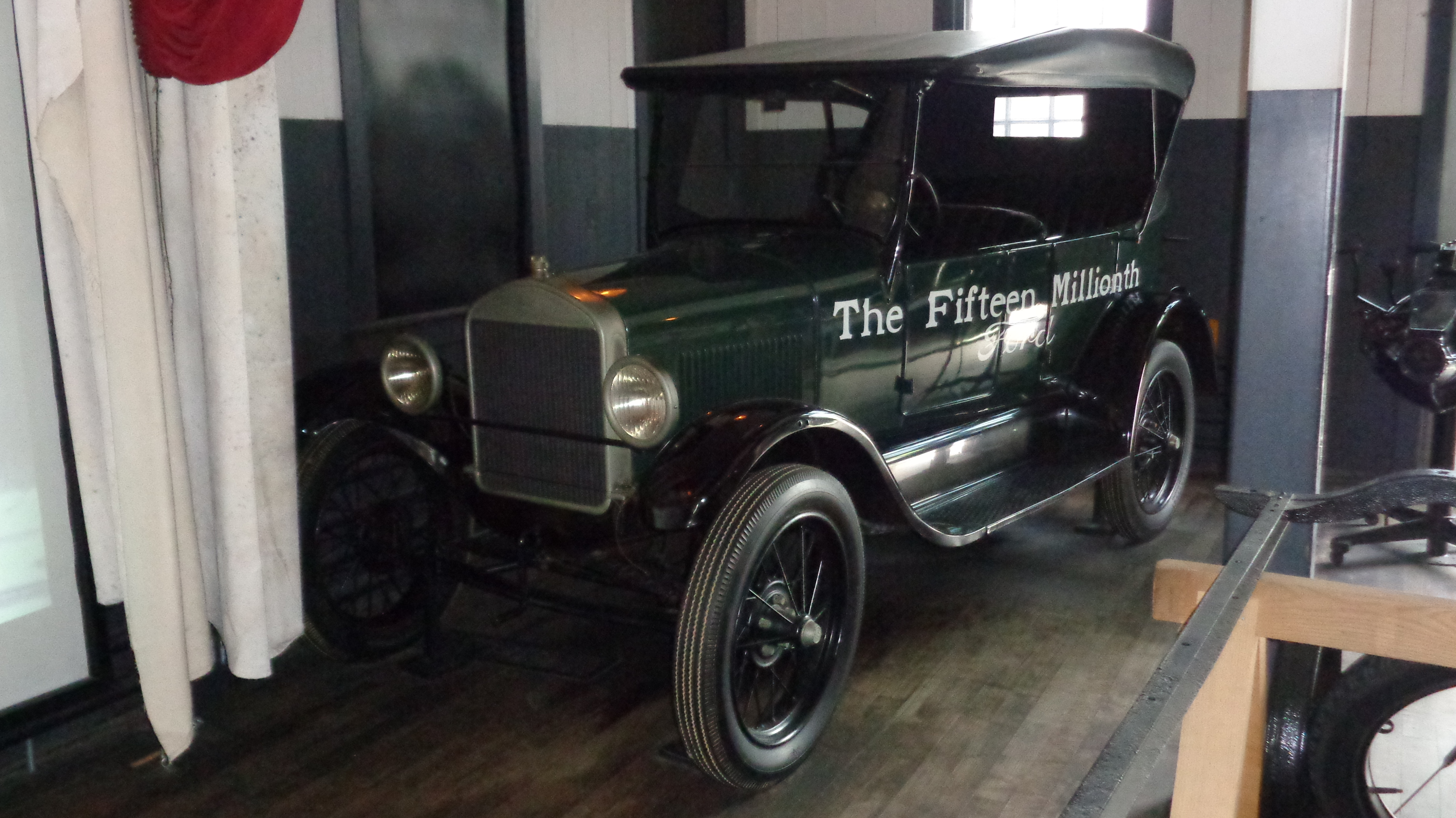
جولة عام 1927 - آخر طراز من سيارات فورد تي بنيت في مصنع هايلاند بارك فورد
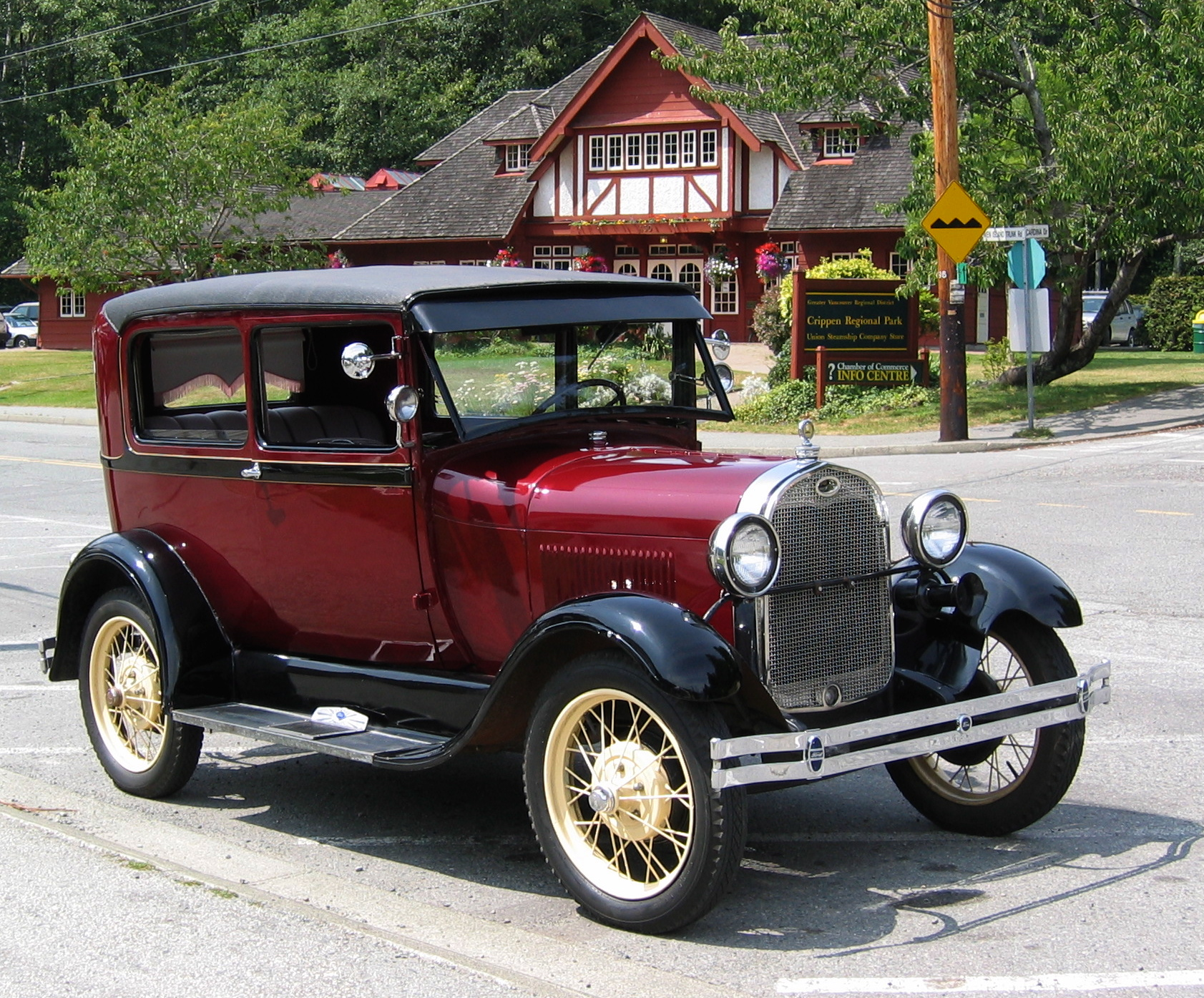
موديل عام 1928 من طراز Ford Model A Tudor سيدان - معروض للمقارنة بهيكل أعرض وأبواب منحنية